# 25 grudnia
25 grudnia jest 359. (w latach przestępnych 360.) dniem w kalendarzu gregoriańskim. Do końca roku pozostaje 6 dni.

## Święta

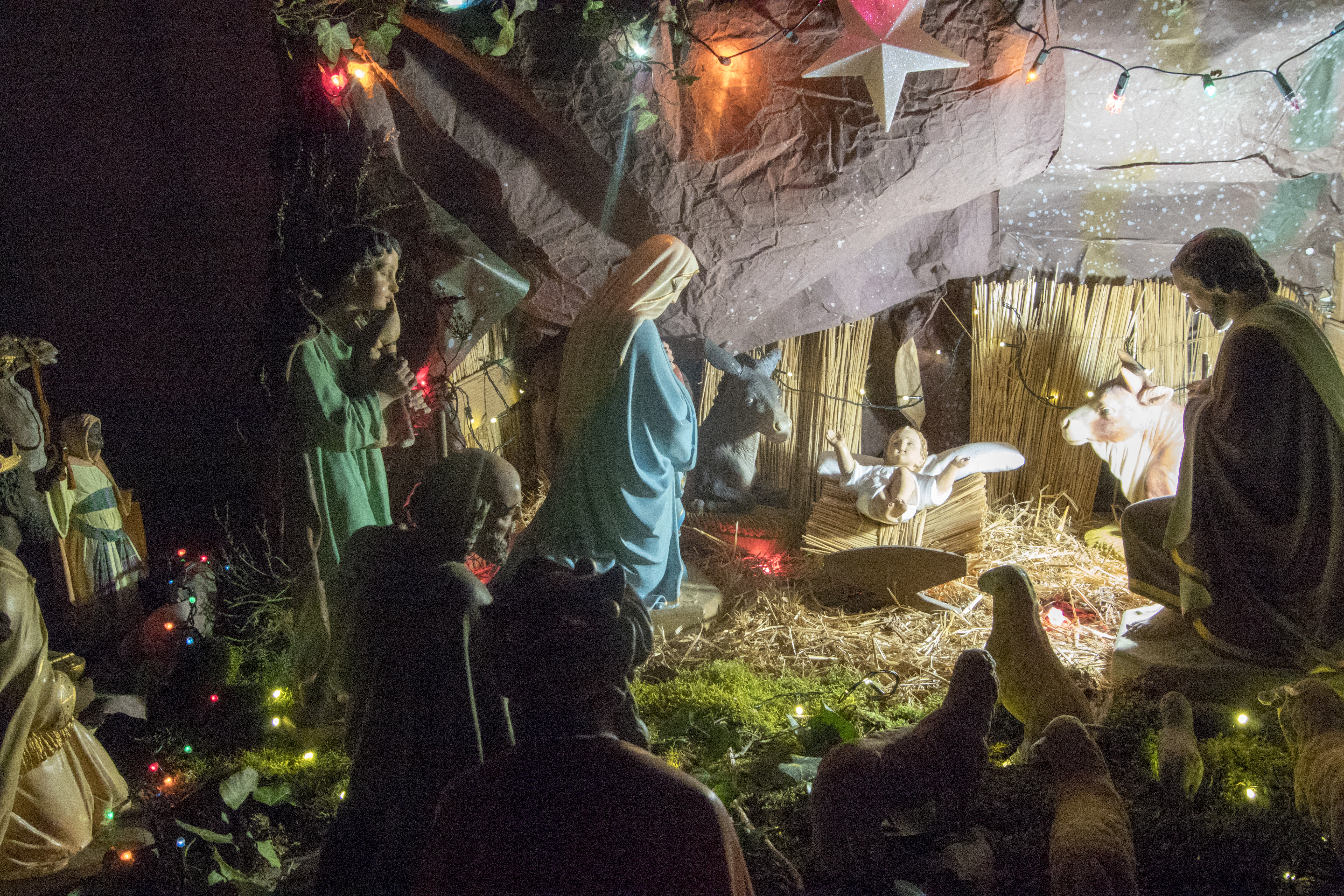
Szopka Bożonarodzeniowa

- Imieniny obchodzą: Anastazja, Eugenia, Maria, Mateusz, Natan, Piotr i Siemosław
- Pakistan – Dzień Kuaid-e-Azama
- Europa Północna – Jul
- Cesarstwo Rzymskie – Dies Natalis Solis Invicti
- Wspomnienia i święta w Kościele katolickim[1][2]:
  - Boże Narodzenie
  - św. Anastazja z Dalmacji (męczennica)
  - św. Eugenia Rzymska (męczennica)
  - bł. Maria od Apostołów Wüllenweber (założycielka salwatorianek; wspominana również 5 września)
  - święci Męczennicy z Nikomedii (również 18 grudnia)
  - św. Piotr Nolasco (mercedariusz) (lokalnie; głównie 6 maja)

## Wydarzenia w Polsce
- 1025 – Mieszko II Lambert został koronowany na króla Polski.
- 1076 – Bolesław II Szczodry został koronowany w Gnieźnie na króla Polski.
- 1519 – Wojna pruska: hetman wielki koronny Mikołaj Firlej wkroczył na czele 7,5 tys. armii do Prus Zakonnych.
- 1566 – Inflanty zostały inkorporowane do Wielkiego Księstwa Litewskiego jako Księstwo Zadźwińskie podzielone na cztery okręgi: ryski, trejdeński, wendeński i dyneburski.
- 1659 – IV wojna polsko-rosyjska: wojska rosyjskie pod wodzą Iwana Chowańskiego spaliły Zabłudów i wymordowały mieszkańców zgromadzonych na mszy w kościele.
- 1795 – W wyniku III rozbioru Polski utworzono gubernię słonimską w Imperium Rosyjskim.
- 1815 – Józef Zajączek został namiestnikiem Królestwa Polskiego.
- 1823 – We Lwowie założono Muzeum Książąt Lubomirskich (obecnie z siedzibą we Wrocławiu).
- 1881 – Podczas trwającej w kościele św. Krzyża mszy świątecznej wybuchła panika spowodowana fałszywym alarmem pożarowym, w wyniku której zostało zadeptanych 20 osób. Plotka o wywołaniu alarmu przez przyłapanego na kradzieży kieszonkowej Żyda doprowadziła do pogromu, w którym zginęły 2 osoby, 24 zostały ranne, a około 10 tys. Żydów poniosło znaczne straty finansowe.
- 1914 – I wojna światowa: zakończyła się bitwa pod Łowczówkiem.
- 1916 – Cesarz Rosji Mikołaj II Romanow wydał ukaz zawierający obietnicę utworzenia niepodległej Polski.
- 1939 – Podpalenie Nowej Synagogi w Częstochowie.
- 1943 – Ponad 40 Polaków zostało zamordowanych przez oddział UPA w Janówce.
- 1945 – Polskie Radio Szczecin rozpoczęło emisję programu.
- 1956 – Wznowiono wydawanie „Tygodnika Powszechnego”.
- 1965:
  - Premiera 1. odcinka serialu kryminalnego Kapitan Sowa na tropie w reżyserii Stanisława Barei.
  - Premiera filmu Sam pośród miasta w reżyserii Haliny Bielińskiej.
- 1970 – Na antenie Programu III Polskiego Radia wyemitowano premierowe wydanie magazynu satyrycznego Ilustrowany Tygodnik Rozrywkowy.
- 1974 – Premiera komedii filmowej Nie ma róży bez ognia w reżyserii Stanisława Barei.
- 1976 – Zbrodnia pod Połańcem.
- 1988 – Premiera 1. odcinka telenoweli W labiryncie w reżyserii Pawła Karpińskiego.
- 1990 – Polska ratyfikowała Układ o Współpracy Patentowej.
- 2010 – Na antenie TVP2 wyemitowano ostatni odcinek telenoweli Złotopolscy.
- 2014 – Weszła w życie Ustawa o prawach konsumenta.
- 2015 – Premiera filmu muzycznego Córki dancingu w reżyserii Agnieszki Smoczyńskiej.

## Wydarzenia na świecie

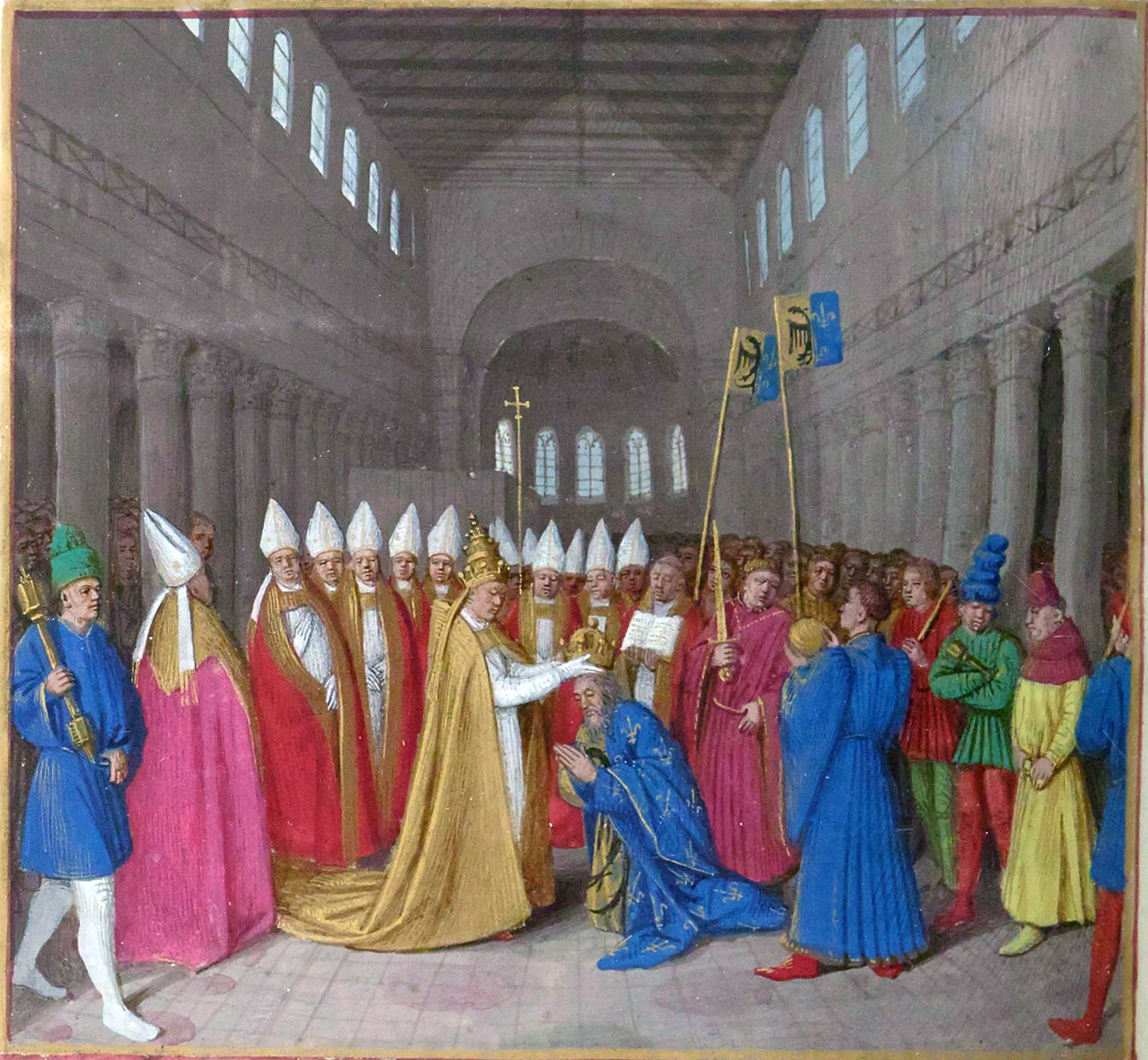
Koronacja Karola Wielkiego (800)

- 352 – Pierwsze obchody święta Bożego Narodzenia w Cesarstwie rzymskim.
- 800 – Koronacja Karola Wielkiego na cesarza rzymskiego.
- 820 – Cesarz bizantyński Leon V Armeńczyk został obalony i zamordowany. Jego miejsce zajął Michał II Amoryjczyk.
- 875 – Karol II Łysy, wspierany przez papieża Jana VIII, udał się do Włoch, odbierając koronę królewską w Pawii i regalia cesarskie w Rzymie.
- 983 – Koronacja Ottona III na króla niemieckiego.
- 1000 – Koronacja Stefana I na króla Węgier.
- 1013 – Koronacja Swena Widłobrodego na króla Anglii.
- 1046 – Suidger von Morsleben został intronizowany na papieża jako Klemens II. Tego samego dnia koronował na cesarza króla niemieckiego Henryka III Salickiego.
- 1066 – Koronacja Wilhelma Zdobywcy na króla Anglii.
- 1100 – Koronacja Baldwina I z Boulogne na króla Jerozolimy.
- 1130 – Koronacja Rogera II na króla Sycylii.
- 1261:
  - Cesarz bizantyński Jan IV Laskarys w dniu swoich 11. urodzin został obalony i oślepiony na rozkaz Michała VIII Paleologa, który zajął jego miejsce.
  - Koronacja Przemysła Ottokara II na króla Czech.
- 1356 – Cesarz Karol IV Luksemburski ogłosił w Metzu drugą część tzw. Złotej Bulli, która regulowała podstawowe zasady ustrojowe Świętego Cesarstwa Rzymskiego. Pierwsza część została ogłoszona 10 stycznia w Norymberdze.
- 1406 – Jan II został królem Kastylii i Leónu.
- 1492 – U wybrzeży wyspy Hispaniola żaglowiec „Santa María” Krzysztofa Kolumba wpadł na rafę koralową.
- 1495 – Wojska hiszpańskie pokonały Guanczów w drugiej bitwie w wąwozie Acentejo. Było to ostateczne zwycięstwo konkwistadorów nad rdzenną ludnością Wysp Kanaryjskich.
- 1553 – Indianie z plemienia Araukanów rozgromili Hiszpanów w bitwie pod Tupacel w Chile. Wzięty do niewoli pierwszy królewski gubernator Chile Pedro de Valdivia został zamordowany.
- 1559 – Kardynał Giovanni Angelo de Medici został wybrany na papieża i przyjął imię Pius IV.
- 1599 – Założono brazylijskie miasto Natal.
- 1615 – Holendrzy Jacob Le Maire i Willem Corneliszoon Schouten (90 lat Hiszpanach) dopłynęli do bezludnej Wyspy Stanów koło Ziemi Ognistej.
- 1643 – Kapitan William Mynos z Brytyjskiej Kompanii Wschodnioindyjskiej odkrył Wyspę Bożego Narodzenia na Oceanie Indyjskim.
- 1658 – II wojna północna: po trzydniowym oblężeniu przez dywizję Stefana Czarnieckiego skapitulowała załoga duńskiej twierdzy Koldynga.
- 1683 – W Belgradzie uznany za winnego klęski w bitwie pod Wiedniem były wezyr Kara Mustafa został uduszony z rozkazu sułtana Mehmeda IV.
- 1745 – Zawarto austriacko-sasko-pruski traktat pokojowy w Dreźnie kończący II wojnę śląską. Potwierdzono warunki pokoju wrocławskiego z 1742 roku.
- 1776 – Wojna o niepodległość Stanów Zjednoczonych: wojska amerykańskie pod wodzą George’a Washingtona przeprawiły się przez rzekę Delaware, rozpoczynając decydujący etap wojny.
- 1800 – II koalicja antyfrancuska: zwycięstwo wojsk francuskich nad austriackimi w bitwie pod Pozzolo.
- 1809 – W swym domu w Danville w stanie Kentucky lekarz Ephraim McDowell przeprowadził pionierską operację usunięcia (bez znieczulenia) torbieli jajnika o wadze 10 kg. 45-letnia pacjentka Jane Crawford przeżyła zabieg.
- 1812 – Po pół roku od rozpoczęcia inwazji ostatni żołnierze napoleońskiej Wielkiej Armii zostali wyparci za granicę Rosji.
- 1837 – Wojny z Indianami: w bitwie nad jeziorem Okeechobee wojska amerykańskie pokonały Seminolów.
- 1840 – W Paryżu została zorganizowana tzw. uczta grudniowa, będąca improwizowanym pojedynkiem poetyckim między Adamem Mickiewiczem i Juliuszem Słowackim.
- 1848 – Powstanie węgierskie: wojska siedmiogrodzkie pod dowództwem gen. Józefa Bema zdobyły Kolozvár (obecnie Kluż-Napoka w Rumunii).
- 1858 – W kościele de la Madeleine w Paryżu odbyło się premierowe wykonanie Oratorium na Boże Narodzenie Camille’a Saint-Saënsa.
- 1868:
  - Na japońskiej wyspie Hokkaido została utworzona pierwsza w Azji Republika Ezo.
  - Prezydent USA Andrew Johnson ułaskawił wszystkich żołnierzy Konfederacji z czasów wojny secesyjnej.
  - Wojna paragwajska: wojska argentyńsko-brazylijskie rozgromiły armię paragwajską pod wodzą prezydenta Francisca Solano Lópeza w bitwie pod Ypacarai.
- 1881 – W Bułgarii ustanowiono Order Świętego Aleksandra.
- 1901 – II wojna burska: zwycięstwo wojsk burskich nad brytyjskimi w bitwie pod Groenkop.
- 1904 – W Tbilisi wyjechał na trasę pierwszy tramwaj elektryczny.
- 1915 – Założono portugalski klub piłkarski Varzim SC.
- 1917 – Bolszewicy ogłosili w Charkowie utworzenie marionetkowej Ukraińskiej Ludowej Republiki Rad, co doprowadziło do wybuchu wojny ukraińsko-bolszewickiej.
- 1926 – Hirohito został cesarzem Japonii.
- 1928 – Premiera westernu W starej Arizonie w reżyserii Raoula Walsha i Irvinga Cummingsa.
- 1932:
  - Rozgłośnia BBC nadała pierwszą audycję nagraną wcześniej na taśmie magnetycznej.
  - W trzęsieniu ziemi w prowincji Gansu w Chinach zginęło około 70 tys. osób.
- 1936 – Przewodniczący Kuomintangu Czang Kaj-szek został zwolniony po 13 dniach z aresztu domowego, po spełnieniu „ośmiu żądań” gen. Zhang Xuelianga, dotyczących m.in. zakończenia wojny domowej i stworzenia wspólnego frontu z komunistami przeciwko agresji japońskiej (incydent Xi’an).
- 1939 – Wojna zimowa: rozpoczęła się bitwa pod Kelją.
- 1941 – Wojna na Pacyfiku: wojska japońskie zdobyły Hongkong.
- 1942:
  - Kampania śródziemnomorska: w Zatoce Tuniskiej brytyjski okręt podwodny P-48 został zatopiony bombami głębinowymi przez włoskie okręty wraz z całą 34-osobową załogą.
  - Premiera amerykańskiego filmu przygodowego Arabskie noce w reżyserii Johna Rawlinsa.
  - Trybunał wojskowy w Algierże skazał na karę śmierci 20-letniego Fernanda Bonniera de La Chapelle, który poprzedniego dnia zastrzelił admirała François Darlana.
- 1943 – W nocy z 25 na 26 grudnia grupa 64 żydowskich więźniów, zmuszanych do pracy przy paleniu zwłok ofiar egzekucji, zdołała uciec z fortu IX twierdzy w Kownie, a następnie dołączyć do oddziałów partyzanckich.
- 1944:
  - Kampania śródziemnomorska: niedaleko Neapolu francuski niszczyciel „Le Malin” uderzył na dużej prędkości w bliźniaczy „Le Terrible”, w wyniku czego zginęło 61 na pierwszej i 8 członków załogi na drugiej jednostce.
  - Wojna na Pacyfiku: wojska amerykańskie wylądowały na Luzonie (Filipiny).
- 1945 – Premiera westernu Dakota w reżyserii Josepha Kane’a.
- 1946 – Uruchomiono pierwszy radziecki i europejski reaktor jądrowy F-1.
- 1947:
  - Premiera amerykańskiej komedii muzycznej Droga do Rio w reżyserii Normana Z. McLeoda.
  - Weszła w życie konstytucja Republiki Chińskiej (Tajwanu).
- 1949 – W Chabarowsku rozpoczął się proces 12 oficerów i żołnierzy japońskiej Armii Kwantuńskiej, oskarżonych o popełnienie zbrodni wojennych.
- 1952 – Wystartował pierwszy program niemieckiej telewizji publicznej Das Erste.
- 1953:
  - Armia amerykańska zakończyła okupację japońskiej wyspy Amami.
  - W Hongkongu spłonęły slumsy zamieszkane przez chińskich emigrantów.
- 1961 – Papież Jan XXIII wydał konstytucję apostolską Humanae salutis, zapowiadającą zwołanie soboru watykańskiego II w roku 1962.
- 1962:
  - Drysa na Białorusi została przemianowana na Wierchniedźwińsk.
  - Premiera amerykańskiego filmu Zabić drozda w reżyserii Roberta Mulligana.
- 1965 – Powstała jemeńska Naserystowska Unionistyczna Organizacja Ludowa.
- 1969 – Zaprezentowano pierwszy zegarek kwarcowy Seiko Astron.
- 1971 – W wyniku pożaru hotelu Taeyokale w Seulu zginęły na miejscu lub zmarły w szpitalach 164 osoby, a 63 odniosły obrażenia.
- 1973 – Premiera amerykańskiej komedii kryminalnej Żądło w reżyserii George’a Roya Hilla.
- 1974 – 17-letni szaleniec Branimir Donczew zastrzelił 8 osób i ranił następne 8 osób w akademiku uniwersyteckim w stolicy Bułgarii, Sofii.
- 1975:
  - Premiera amerykańskiego filmu katastroficznego Hindenburg w reżyserii Roberta Wise.
  - Steve Harris założył w Londynie zespół Iron Maiden.
- 1976:
  - Premiera brytyjskiego filmu wojennego Orzeł wylądował w reżyserii Johna Sturgesa.
  - W katastrofie egipskiego Boeinga 707 w Tajlandii zginęły 72 osoby.
- 1977 – Prezydent Egiptu Anwar as-Sadat spotkał się w Ismailii z premierem Izraela Menachemem Beginem.
- 1978 – Wietnamska armia wkroczyła do Kambodży w celu wsparcia powstania przeciwko Czerwonym Khmerom.
- 1979 – Rozpoczęła się radziecka interwencja w Afganistanie.
- 1986 – 63 osoby zginęły w katastrofie irackiego Boeinga 737 w mieście Arar w Arabii Saudyjskiej.
- 1987 – Premiera szwedzko-duńskiego filmu Pelle zwycięzca w reżyserii Bille Augusta.
- 1989 – Rewolucja w Rumunii: w Târgoviște rozstrzelano obalonego dyktatora Nicolae Ceaușescu i jego żonę Elenę.
- 1991 – Michaił Gorbaczow ustąpił ze stanowiska prezydenta ZSRR.
- 1993 – Weszła w życie nowa konstytucja Rosji.
- 2000 – 309 osób zginęło w pożarze sali tanecznej w chińskim mieście Luoyang.
- 2001:
  - Wojna domowa w Burundi: ok. 500 rebeliantów Hutu zginęło w starciu z bojówkami Tutsi.
  - Wybuchł pożar buszu w Nowej Południowej Walii.
- 2003:
  - 141 osób zginęło, a 24 zostały ranne w katastrofie gwinejskiego Boeinga 727-223, który rozbił się na plaży, krótko po starcie z lotniska w Kotonu w Beninie.
  - 15 osób (w tym 2 jadących furgonetkami zamachowców-samobójców) zginęło, a 46 zostało rannych w nieudanym zamachu bombowym na konwój prezydenta Pakistanu gen. Perveza Musharrafa w Rawalpindi.
  - 4 Izraelczyków zginęło, a 26 zostało rannych w zamachu bombowym dokonanym przez palestyńskiego terrorystę-samobójcę na przystanku autobusowym w izraelskim mieście Petach Tikwa.
  - Norweg Kurt Nilsen wygrał w Londynie konkurs piosenki World Idol.
- 2004 – Planetoida (99942) Apophis otrzymała 4. stopień w skali Torino, według której oceniane jest ryzyko uderzenia w Ziemię, co jest najwyższym wskaźnikiem w historii. Obserwacje w 2006 roku pozwoliły na dokładniejsze obliczenie orbity i obniżenie tego wskaźnika do zera w skali Torino (brak ryzyka).
- 2005 – W wyniku błędu pracowników doszło do uszkodzenia i wyłączenia reaktora nr 1 w jedynej na kontynencie afrykańskim elektrowni atomowej Koeberg w Południowej Afryce.
- 2007 – Wojna domowa na Sri Lance: stoczono bitwę morską pod Delft.
- 2009:
  - Nieudany zamach bombowy na należącego do Northwest Airlines Airbusa A330 lecącego z Amsterdamu do Detroit.
  - Spłonęła doszczętnie katedra św. Mela w irlandzkim Longford.
- 2010 – 45 osób zginęło, a 50 zostało rannych w samobójczym zamachu bombowym na punkt dystrybucji pomocy żywnościowej w mieście Khar na Terytoriach Plemiennych w zachodnim Pakistanie.
- 2012:
  - 2 osoby (w tym jedna na ziemi) zginęły, a 11 zostało rannych podczas awaryjnego lądowania samolotu Fokker 100 linii lotniczych Air Bagan na drodze w pobliżu lotniska w Heho w Birmie.
  - 27 osób zginęło w katastrofie samolotu wojskowego An-72 w Szymkencie w Kazachstanie.
- 2013 – Egipski sąd uznał Bractwo Muzułmańskie za organizację terrorystyczną.
- 2016 – 92 osoby (w tym 64 członków Chóru Aleksandrowa) zginęło w katastrofie rosyjskiego samolotu wojskowego Tu-154 na Morzu Czarnym koło Soczi.

## Eksploracja kosmosu
- 1968 – Amerykański załogowy statek kosmiczny Apollo 8 po 10-krotnym okrążeniu Księżyca rozpoczął powrót na Ziemię.
- 1978 – Lądownik radzieckiej sondy kosmicznej Wenera 11 wylądował na powierzchni Wenus.
- 1993 – Na pokładzie rosyjskiej stacji orbitalnej Mir odbyła się pierwsza w historii wystawa sztuki w kosmosie[3]
- 2003 – Europejska Agencja Kosmiczna utraciła łączność z marsjańskim lądownikiem Beagle 2.
- 2021 – Z Gujańskiego Centrum Kosmicznego wystrzelono rakietę z Kosmicznym Teleskopem Jamesa Webba.

## Urodzili się
- 1250 – Jan IV Laskarys, cesarz nicejski (zm. 1305)
- 1463 – Johann von Schwarzenberg, niemiecki rycerz, pisarz, karnista, urzędnik (zm. 1528)
- 1493 – Antonina de Burbon, francuska arystokratka (zm. 1583)
- 1505 – Krystyna Saska, landgrafini Hesji (zm. 1549)
- 1560 – Piotr Paweł Navarro, włoski jezuita, misjonarz, męczennik, błogosławiony (zm. 1622)
- 1563 – Guidobaldo Bonarelli, włoski poeta (zm. 1608)
- 1564 – Abraham Bloemaert, holenderski malarz, rytownik (zm. 1651)
- 1583 – Orlando Gibbons, angielski kompozytor, organista (zm. 1625)
- 1584 – Małgorzata Austriaczka, królowa hiszpańska i portugalska (zm. 1611)
- 1585 – Chrystian, hrabia Waldeck-Wildungen (zm. 1637)
- 1601 – Ernest I Pobożny, książę Saksonii-Weimar i Saksonii-Gotha-Altenburg (zm. 1675)
- 1610 – David Christiani, niemiecki teolog luterański, matematyk, filozof (zm. 1688)
- 1616 – (data chrztu) Christian Hoffmann von Hoffmannswaldau, niemiecki poeta, polityk, dyplomata (zm. 1679)
- 1624 – Johannes Scheffler, niemiecki poeta religijny (zm. 1677)
- 1628 – Noël Coypel, francuski malarz (zm. 1707)
- 1652 – Archibald Pitcairne, szkocki lekarz, matematyk, filozof, poeta, dramaturg, jakobita (zm. 1713)
- 1660 – Charles Somerset, brytyjski arystokrata, polityk (zm. 1698)
- 1667 – Melusine von der Schulenburg, niemiecka arystokratka (zm. 1743)
- 1686:
  - José Manuel da Câmara d’Atalaia, portugalski duchowny katolicki, patriarcha Lizbony, kardynał (zm. 1758)
  - Giovanni Battista Somis, włoski kompozytor, skrzypek (zm. 1763)
- 1711 – Jean-Joseph de Mondoville, francuski kompozytor, skrzypek (zm. 1772)
- 1716 – Johann Jacob Reiske, niemiecki hellenista, arabista (zm. 1774)
- 1717 – Pius VI, papież (zm. 1799)
- 1720 – Anna Maria Mozart, matka Wolfganga Amadeusa Mozarta (zm. 1778)
- 1728 – Johann Adam Hiller, niemiecki kompozytor, dyrygent (zm. 1804)
- 1730 – Filippo Mazzei, włoski pisarz, rewolucjonista (zm. 1816)
- 1741 – Stefan Böhm, polski kat (zm. 1813)
- 1742 – Charlotte von Stein, niemiecka dama dworu, przyjaciółka artystów (zm. 1827)
- 1745 – Joseph Bologne, Chevalier de Saint-Georges, francuski kompozytor, skrzypek, szermierz (zm. 1799)
- 1756 – Bartolomeo Pacca, włoski kardynał (zm. 1844)
- 1761 – William Gregor, brytyjski duchowny anglikański, mineralog (zm. 1817)
- 1762:
  - Martin Boos, niemiecki duchowny katolicki, teolog (zm. 1825)
  - Michael Kelly, irlandzki kompozytor, śpiewak operowy, aktor (zm. 1826)
- 1763 – Claude Chappe, francuski wynalazca (zm. 1805)
- 1771 – Charles Athanase Walckenaer, francuski urzędnik, kartograf, przyrodnik, pisarz (zm. 1852)
- 1776 – Lady Morgan, irlandzka pisarka (zm. 1859)
- 1785 – Étienne de Gerlache, belgijski polityk, pierwszy premier Belgii (zm. 1871)
- 1787 – Szczepan Józef Gółkowski, polski wydawca, redaktor czasopism (zm. 1871)
- 1793 – Giuseppe Vaccaro, włoski malarz, rzeźbiarz (zm. 1889)
- 1795 – Karolina Sobańska, polska hrabina, agentka rosyjskiej policji carskiej (zm. 1885)
- 1798 – Józef (Siemaszko), ukraiński duchowny greckokatolicki, następnie prawosławny, biskup litewski i wileński (zm. 1868)
- 1799:
  - Manuel Bulnes, chilijski wojskowy, polityk, prezydent Chile (zm. 1866)
  - Mark Whitaker Izard, amerykański polityk (zm. 1866)
- 1800 – Manuel Bento Rodrigues da Silva, portugalski duchowny katolicki, biskup Coimbry, patriarcha Lizbony, kardynał (zm. 1869)
- 1802 – Ludolf Wienbarg, niemiecki pisarz (zm. 1872)
- 1805 – Wiktor Kopff, polski prawnik, pamiętnikarz, polityk (zm. 1889)
- 1806:
  - Auguste Anicet-Bourgeois, francuski dramaturg (zm. 1887)
  - Roger Rességuier de Miremont, francuski wojskowy, posiadacz ziemski (zm. 1887)
- 1807 – Richard Bennett Carmichael, amerykański polityk (zm. 1884)
- 1808 – Michał Godlewski, polski lekarz, uczestnik powstania listopadowego, emigrant (zm. 1864)
- 1810 – Lorenzo Langstroth, amerykański pszczelarz (zm. 1895)
- 1811 – Wilhelm Emmanuel Ketteler, niemiecki duchowny katolicki, arcybiskup Moguncji, teolog, polityk (zm. 1877)
- 1812 – Ludwig Wilhelmy, niemiecki fizyk, chemik, wykładowca akademicki (zm. 1864)
- 1815:
  - Temistocle Solera, włoski kompozytor, librecista (zm. 1878)
  - Jonas Wendell, amerykański kaznodzieja adwentystyczny (zm. 1873)
- 1817 – Friedrich Wilhelm Frantzius jr., niemiecki bankier, kupiec, dyplomata (zm. 1891)
- 1820:
  - Eugeniusz Erdmann, książę wirtemberski (zm. 1875)
  - Theodor Wertheim, austriacki chemik, wykładowca akademicki (zm. 1864)
- 1821 – Clara Barton, amerykańska pielęgniarka, działaczka społeczna (zm. 1912)
- 1824 – Rodolphe-Madeleine Cleophas Dareste de la Chavanne, francuski prawnik (zm. 1911)
- 1825:
  - Joseph-Noël Ritchot, kanadyjski duchowny katolicki, misjonarz (zm. 1905)
  - Adolf Wolberg, polski lekarz pochodzenia żydowskiego (zm. 1902)
- 1827 – Thomas B. Cuming, amerykański polityk (zm. 1858)
- 1830:
  - Jan Spławiński, polski prawnik, polityk (zm. 1888)
  - Susan Wallace, amerykańska poetka (zm. 1907)
- 1831:
  - Christian David Ginsburg, brytyjski biblista pochodzenia żydowskiego (zm. 1914)
  - Johann von Herbeck, austriacki kompozytor, dyrygent (zm. 1877)
  - Salomon Lefmann, niemiecki filolog pochodzenia żydowskiego (zm. 1912)
- 1833 – Adelajda Maria Anhalt-Dessau, wielka księżna Luksemburga (zm. 1916)
- 1834 – Anders Askevold, norweski malarz pejzażysta (zm. 1900)
- 1835:
  - Henryk Machalski, polski inżynier kolejowy, wynalazca (zm. 1919)
  - Theodor Vogt, niemiecko-austriacki profesor pedagogiki (zm. 1906)
- 1836 – Eugeniu Stătescu, rumuński adwokat, polityk (zm. 1905)
- 1837 – Seweryn Ritter von Jelita Żelawski, polski dowódca wojskowy, tytularny marszałek polny porucznik cesarskiej i królewskiej Armii (zm. 1907)
- 1843 – Jennie Hodgers, amerykańska żołnierka pochodzenia irlandzkiego (zm. 1915)
- 1844 – Wasil Tałasz, białoruski rolnik, dowódca partyzancki (zm. 1946)
- 1848:
  - Julian Grabowski, polski chemik organik, technolog (zm. 1882)
  - Stepan Kowaliw, ukraiński pisarz, publicysta, pedagog (zm. 1882)
  - Władysław Leppert, polski chemik, przemysłowiec (zm. 1920)
- 1849:
  - Magnus Blix, szwedzki fizjolog (zm. 1904)
  - Jan Evangelista Nečas, czeski prawnik, sędzia, poeta, tłumacz (zm. 1919)
  - Maresuke Nogi, japoński generał, polityk (zm. 1912)
- 1850 – Jan Rymorz, polski lekarz, działacz społeczny (zm. 1881)
- 1851 – Michael Greisiger, spiskoniemiecki lekarz, badacz historii i przyrody Spiszu, znawca Tatr (zm. 1912)
- 1852 – Joseph Disse, niemiecki anatom, histolog, wykładowca akademicki (zm. 1912)
- 1855 – Kazimierz Pochwalski, polski malarz (zm. 1940)
- 1857 – Józef Czyżewski, polski drukarz, działacz narodowy w Gdańsku (zm. 1935)
- 1858 – Take Ionescu, rumuński polityk, premier Rumunii (zm. 1922)
- 1859 – Jan Sawicki, polski prawnik, prezes Najwyższego Trybunału Administracyjnego (zm. 1940)
- 1860:
  - Manwel Dimech, maltański dziennikarz, filozof, prozaik, poeta, działacz socjalistyczny i nacjonalistyczny (zm. 1921)
  - Patrick S. Dinneen, irlandzki jezuita, leksykograf, historyk, pedagog (zm. 1934)
  - Władysław Kowalikowski, polski prawnik, polityk, wojewoda krakowski (zm. 1943)
- 1861 – Szczepan Mikołajski, polski lekarz, dziennikarz, esperantysta, działacz polityczny (zm. 1929)
- 1862:
  - Raoul de Boigne, francuski hrabia, strzelec sportowy (zm. 1949)
  - Tadeusz Bresiewicz, polski prawnik, sędzia Sądu Najwyższego (zm. 1938)
  - Wilhelm Weinberg, niemiecki ginekolog-położnik, genetyk (zm. 1937)
- 1863 – Kazimierz Kostanecki, polski anatom, cytolog, wykładowca akademicki (zm. 1940)
- 1864:
  - Hermann Baum, niemiecki anatom, wykładowca akademicki (zm. 1932)
  - André Joseph Emmanuel Massenet, francuski generał dywizji (zm. 1961)
  - Józef Ptaś, polski prawnik, polityk (zm. 1941)
- 1866:
  - Friedrich Ackermann, niemiecki samorządowiec, nadburmistrz Szczecina (zm. 1931)
  - James Ewing, niemiecki patolog, wykładowca akademicki (zm. 1943)
  - Christfried Jakob, niemiecko-argentyński neuropatolog, filozof, poeta (zm. 1956)
  - Stanisław Jan Starowieyski, polski ziemianin, polityk, poseł na Sejm Ustawodawczy (zm. 1926)
  - Max Wien, niemiecki fizyk, wykładowca akademicki (zm. 1938)
- 1867 – Alfred Kerr, niemiecki krytyk teatralny, eseista pochodzenia żydowskiego (zm. 1948)
- 1868 – Eugenie Besserer, amerykańska aktorka (zm. 1934)
- 1869 – Eugenia Lubliner, polska pedagog, działaczka społeczna pochodzenia żydowskiego (zm. 1940)
- 1870:
  - Stefan de Castenedolo Kasprzycki, polski generał dywizji (zm. 1936)
  - Ferenc Helbing, węgierski malarz, grafik, pedagog (zm. 1958)
  - Lloyd Hildebrand, brytyjski kolarz szosowy i torowy (zm. 1924)
  - (lub 1872) Helena Rubinstein, amerykańska kosmetyczka pochodzenia polsko-żydowskiego (zm. 1965)
- 1872:
  - Naum Aronson, francuski rzeźbiarz pochodzenia żydowskiego (zm. 1943)
  - Bolesław Osiński, polski działacz społeczny, polityczny i polonijny (zm. 1940)
  - Szczepan Szydelski, polski duchowny katolicki, teolog, historyk, wykładowca akademicki, polityk, poseł na Sejm RP (zm. 1967)
  - Emanuel Twórz, polski lekarz, działacz narodowy i społeczny (zm. 1955)
  - Walther Augustin Villiger, niemiecki astronom pochodzenia szwajcarskiego (zm. 1938)
- 1873 – Włodzimierz Ghika, rumuński duchowny katolicki, męczennik, błogosławiony (zm. 1954)
- 1874 – Lina Cavalieri, włoska śpiewaczka operowa (sopran), aktorka (zm. 1944)
- 1875:
  - Pierre de Caters,belgijski kierowca wyścigowy, pilot, motorowodniak, podróżnik (zm. 1944)
  - Theodor Innitzer, austriacki duchowny katolicki, arcybiskup Wiednia, kardynał (zm. 1955)
- 1876:
  - Giuseppe De Luca, włoski śpiewak operowy (baryton) (zm. 1950)
  - Belulah Marie Dix, amerykańska dramatopisarka, scenarzystka filmowa (zm. 1970)
  - Muhammad Ali Jinnah, indyjski i pakistański polityk, pakistański bohater narodowy (zm. 1948)
  - Joseph Schenck, amerykański producent filmowy pochodzenia żydowskiego (zm. 1961)
  - Adolf Windaus, niemiecki chemik, wykładowca akademicki, laureat Nagrody Nobla (zm. 1959)
- 1877:
  - Noël Bas, francuski gimnastyk (zm. 1960)
  - Joe Crail, amerykański polityk (zm. 1938)
- 1878:
  - Louis Chevrolet, szwajcarsko-amerykański kierowca wyścigowy, przedsiębiorca (zm. 1941)
  - Piotr Wojciechowski, polski aptekarz, działacz samorządowy i komunistyczny, burmistrz Koła (zm. 1948)
- 1879 – Katarzyna Zaborowska, polska poetka ludowa (zm. 1967)
- 1880 – James Davey, brytyjski rugbysta (zm. 1951)
- 1881:
  - John Dill, brytyjski marszałek polny (zm. 1944)
  - Willie Gallacher, szkocki związkowiec, polityk (zm. 1965)
  - Albert Guyot, francuski kierowca wyścigowy (zm. 1947)
  - Sigvart Johansen, norweski strzelec sportowy (zm. 1964)
- 1882:
  - Józef Kępski, polski podpułkownik piechoty (zm. 1945)
  - Bohdan Wasiutyński, polski prawnik, wykładowca akademicki, publicysta, polityk, senator RP (zm. 1940)
- 1883:
  - Hugo Bergmann, izraelski filozof, wykładowca akademicki (zm. 1975)
  - Maurice Utrillo, francuski malarz (zm. 1955)
- 1884:
  - Samuel Berger, amerykański bokser (zm. 1925)
  - Samuel Halpert, amerykański malarz pochodzenia żydowskiego (zm. 1930)
  - Boris Magidow, radziecki związkowiec, polityk (zm. 1972)
  - Evelyn Nesbit, amerykańska modelka, tancerka rewiowa (zm. 1967)
  - Aleksandr Sieriebrowski, radziecki polityk (zm. 1938)
- 1885:
  - Jan Maciej Bold, polski pułkownik artylerii (zm. 1953)
  - John Bowers, amerykański aktor (zm. 1936)
- 1886:
  - Gotthard Heinrici, niemiecki generał (zm. 1971)
  - Kid Ory, amerykański puzonista jazzowy (zm. 1973)
  - Franz Rosenzweig, żydowski filozof dialogu (zm. 1929)
  - Jerzy Żurawlew, polski pianista, kompozytor pedagog (zm. 1980)
- 1887 – Christina Cock, australijska superstulatka (zm. 2002)
- 1888 – Erich Laeisz, niemiecki żeglarz sportowy (zm. 1958)
- 1889:
  - Osmín Aguirre, salwadorski wojskowy, samozwańczy prezydent Salwadoru (zm. 1977)
  - Octave Garnier, francuski anarchista (zm. 1912)
- 1890:
  - Jewgienij Bertels, rosyjski orientalista, wykładowca akademicki pochodzenia duńskiego (zm. 1959)
  - André Lesauvage, francuski żeglarz sportowy (zm. 1971)
  - Franciszek Sokół, polski podporucznik rezerwy piechoty, polityk, komisarz rządu w Gdyni (zm. 1956)
  - Gregory Zilboorg, amerykański psychiatra, psychoanalityk pochodzenia żydowskiego (zm. 1959)
- 1891 – Ewald André Dupont, niemiecki reżyser filmowy (zm. 1956)
- 1892 – Stefano Bakonyi, włoski chemik, interlingwista pochodzenia węgierskiego (zm. 1969)
- 1893:
  - Bogusław Łubieński, polski polityk, poseł na Sejm RP (zm. 1941)
  - Mieczysław Smorawiński, polski generał brygady (zm. 1940)
  - Harry Stenqvist, szwedzki kolarz szosowy (zm. 1968)
  - Maria Żelańska, polska działaczka komunistyczna (zm. 1960)
- 1894:
  - Marcos Carneiro, brazylijski piłkarz (zm. 1988)
  - Maurice Floquet, francuski weteran I wojny światowej, superstulatek (zm. 2006)
  - Isaac Laddon, amerykański konstruktor lotniczy (zm. 1976)
- 1895:
  - Klara Danisz, polska działaczka społeczna i narodowa (zm. 1970)[4]
  - Maksymilian Goldberg, polski architekt pochodzenia żydowskiego (zm. 1942)
  - Stefan Rowecki, polski generał dywizji, komendant główny AK (zm. 1944)
- 1896:
  - Hermann Jónasson, islandzki polityk, premier Islandii (zm. 1976)
  - Mary Anne Scoles, kanadyjska superstulatka (zm. 2007)
- 1898:
  - Czesława Prywer, polskainżynier rolnik, cytolog roślin, genetyk, wykładowczyni akademicka (zm. 1965)
  - Aleksander Wesołek, polski kapitan piechoty, komisarz policji (zm. 1942)
- 1899:
  - Humphrey Bogart, amerykański aktor (zm. 1957)
  - Morris Dalitz, amerykański gangster pochodzenia żydowskiego (zm. 1989)
  - Oscar Polk, amerykański aktor (zm. 1949)
- 1900:
  - Jan Filip, czeski historyk, archeolog, wykładowca akademicki (zm. 1981)
  - Karol Schayer, polski architekt (zm. 1971)
  - Gladys Swarthout, amerykańska śpiewaczka operowa (mezzosopran), aktorka (zm. 1969)
  - Antoni Zygmund, polski matematyk, wykładowca akademicki (zm. 1992)
  - Daniił Żurawlow, radziecki generał pułkownik artylerii (zm. 1974)
- 1901:
  - Alicja, księżna Gloucester (zm. 2004)
  - Szczepan Grzeszczyk, polski konstruktor lotniczy, pilot szybowcowy i doświadczalny (zm. 1967)
  - Milada Horáková, czeska polityk (zm. 1950)
- 1902:
  - Aleksandr Czikałow, radziecki działacz komunistyczny, wojskowy, kolaborant (zm. ?)
  - Georg Dertinger, wschodnioniemiecki dziennikarz, polityk (zm. 1968)
  - Barton MacLane, amerykański aktor (zm. 1969)
- 1903:
  - Stefan Bartik, polski aktor (zm. 1964)
  - J. Edward Bromberg, amerykański aktor pochodzenia żydowskiego (zm. 1951)
  - Teodozja Lisiewicz, polska podporucznik, aktorka (zm. 1975)
  - Julian Tokarski, polski polityk, minister, poseł na Sejm PRL, wicepremier (zm. 1977)
  - Johannes Vilberg, estoński strzelec sportowy (zm. 1981)
- 1904:
  - Gerhard Herzberg, niemiecko-kanadyjski fizyk, chemik, laureat Nagrody Nobla pochodzenia żydowskiego (zm. 1999)
  - Gerhard von Mende, niemiecki naukowiec, wykładowca akademicki, pisarz, publicysta (zm. 1963)
  - Zofia Szleyen, polska tłumaczka (zm. 1994)
- 1905:
  - Lewis Allen, brytyjski reżyser telewizyjny i filmowy (zm. 2000)
  - Sergio Guerri, włoski kardynał (zm. 1992)
  - Étienne Mattler, francuski piłkarz, trener (zm. 1986)
  - Piotr Szyrszow, radziecki hydrobiolog, geograf, polityk (zm. 1953)
- 1906:
  - Martin Glaessner, australijski geolog, paleontolog pochodzenia żydowskiego (zm. 1989)
  - Loda Niemirzanka, polska aktorka (zm. 1984)
  - Ernst Ruska, niemiecki fizyk, wynalazca, laureat Nagrody Nobla (zm. 1988)
- 1907:
  - Cab Calloway, amerykański wokalista jazzowy (zm. 1994)
  - Karol Díaz Gandía, hiszpański działacz Akcji Katolickiej, męczennik, błogosławiony (zm. 1936)
- 1908:
  - Mieczysław Bibrowski, polski prawnik, dziennikarz, poeta, tłumacz pochodzenia żydowskiego (zm. 2000)
  - Quentin Crisp, brytyjski pisarz, aktor (zm. 1999)
  - Jewgienij Jelisiejew, rosyjski piłkarz, trener (zm. 1999)
  - Helen Twelvetrees, amerykańska aktorka (zm. 1958)
  - Herman Wold, szwedzki statystyk (zm. 1992)
- 1909:
  - Zora Arkus-Duntov, amerykański inżynier pochodzenia rosyjskiego (zm. 1996)
  - Ivar Eriksson, szwedzki piłkarz (zm. 1997)
  - Aleksandr Kowalenko, radziecki polityk (zm. 1987)
  - Mary Shepard, brytyjska ilustratorka (zm. 2000)
  - Komil Yashin, uzbecki prozaik, dramaturg (zm. 1997)
- 1910:
  - Bryan Grant, amerykański tenisista (zm. 1986)
  - Seweryn Kruszczyński, polski ekonomista (zm. 1982)
  - Juozas Maniušis, litewski ekonomista, polityk, premier Litewskiej SRR (zm. 1987)
  - Jan Zaręba, polski duchowny katolicki, biskup włocławski (zm. 1986)
- 1911:
  - Eugenia Błajszczak, polska nauczycielka, polityk, poseł na Sejm PRL (zm. 1991)
  - Louise Bourgeois, amerykańska rzeźbiarka pochodzenia francuskiego (zm. 2010)
- 1912:
  - Abdy Sujerkułow, radziecki i kirgiski polityk (zm. 1992)
  - Aleksandar Živković, chorwacki piłkarz (zm. 2000)
- 1913:
  - Arvid Emanuelsson, szwedzki piłkarz (zm. 1980)
  - George Koval, radziecki chemik, wykładowca akademicki, szpieg atomowy (zm. 2006)
  - Tony Martin, amerykański aktor (zm. 2012)
  - (lub 23 grudnia) Mieczysław Moczar, polski generał dywizji KBW, działacz komunistyczny, polityk, poseł na Sejm PRL, minister Państwowych Gospodarstw Rolnych, minister spraw wewnętrznych, prezes NIK (zm. 1986)
  - Edward Pfeffer, polski generał brygady pochodzenia żydowskiego (zm. 1997)
  - Józef Sulimowicz, polski pułkownik, turkolog pochodzenia karaimskiego (zm. 1973)
- 1914 – Oscar Lewis, amerykański antropolog (zm. 1970)
- 1915:
  - Wacław Król, polski pułkownik pilot, as myśliwski (zm. 1991)
  - Wiesław Łasiński, polski kontradmirał (zm. 2010)
- 1916:
  - Ahmad Ben Bella, algierski działacz niepodległościowy, polityk, pierwszy prezydent Algierii (zm. 2012)
  - Oscar Moore, amerykański gitarzysta jazzowy (zm. 1981)
- 1917:
  - Wadim Berestowski, polski reżyser filmowy (zm. 1992)
  - Toivo Pawlo, szwedzki aktor (zm. 1979)
- 1918:
  - Bertie Mee, angielski piłkarz, trener (zm. 2001)
  - Anwar as-Sadat, egipski dowódca wojskowy, polityk, prezydent Egiptu (zm. 1981)
  - Tamara Smirnowa, rosyjska astronom (zm. 2001)
- 1919:
  - Naushad Ali, indyjski muzyk, kompozytor (zm. 2006)
  - Stiepan Krietow, radziecki pułkownik pilot (zm. 1975)
  - Wanda Pachlowa, polska koszykarka (zm. 1997)
- 1920:
  - Modest Sękowski, polski działacz spółdzielczości niewidomych (zm. 1972)
  - Jerzy Zmarzlik, polski dziennikarz i komentator sportowy (zm. 1997)
- 1921:
  - Aleksiej Kanajew, radziecki podpułkownik pilot, as myśliwski (zm. 1997)
  - Barbara Poloczkowa, polska historyk, archiwistka (zm. 1994)
  - Wojciech Tuszko, polski fotograf (zm. 2021)
- 1922:
  - Stanisław Kacprzak, polski plutonowy podchorąży, żołnierz AK, uczestnik powstania warszawskiego (zm. 1944)
  - Félix Loustau, argentyński piłkarz (zm. 2003)
  - Grigorij Żuczenko, radziecki generał major lotnictwa (zm. 2016)
- 1923:
  - Luis Álamos, chilijski piłkarz, trener (zm. 1983)
  - Maurice Fingercwajg, francuski uczestnik ruchu oporu pochodzenia żydowskiego (zm. 1944)
  - René Girard, francuski historyk, krytyk literacki, antropolog filozoficzny (zm. 2015)
  - Marian Rutkowski, polski chemik, wykładowca akademicki, żołnierz AK (zm. 2016)
- 1924:
  - Gizzat Alipow, radziecki żołnierz, saper (zm. 1986)
  - Muchtar wuld Dadda, mauretański polityk, pierwszy prezydent Mauretanii (zm. 2003)
  - Wasilij Dinkow, radziecki polityk (zm. 2001)
  - Fatimah Hashim, malezyjska polityczka (zm. 2010)
  - Lars Matton, szwedzki żeglarz sportowy (zm. 2004)
  - Rod Serling, amerykański reżyser i scenarzysta filmowy (zm. 1975)
  - Jarmila Štítnická, słowacka pisarka (zm. 1980)
  - Atal Bihari Vajpayee, indyjski polityk, minister spraw zagranicznych, premier Indii (zm. 2018)
- 1925:
  - Carlos Castaneda, amerykański antropolog, pisarz pochodzenia peruwiańskiego (zm. 1998)
  - Rosa Reichert, niemiecka narciarka alpejska (zm. 2006)
  - Jacek Wilczur, polski prawnik, historyk, politolog (zm. 2018)
- 1926:
  - Enrique Jorrín, kubański skrzypek, kompozytor, dyrygent (zm. 1987)
  - Zigmunds Skujiņš, łotewski pisarz (zm. 2022)
  - Aleksandra Sokołowska, polska profesor nauk technicznych (zm. 2016)
  - Mirosław Szonert, polski aktor (zm. 1995)
- 1927:
  - Jacques Bellenger, francuski kolarz szosowy i torowy (zm. 2020)
  - Ljuben Diłow, bułgarski pisarz science fiction (zm. 2008)
  - Nellie Fox, amerykański baseballista (zm. 1975)
  - Jerzy Mioduszewski, polski matematyk
  - Ram Narayan, indyjski muzyk, wirtuoz sarangi (zm. 2024)
- 1928:
  - Irish McCalla, amerykańska aktorka (zm. 2002)
  - John Njenga, kenijski duchowny katolicki, arcybiskup Mombasy (zm. 2018)
  - Michał Sulej, polski kompozytor, dyrygent, pedagog (zm. 2002)
- 1929:
  - Jerzy Antczak, polski reżyser filmowy, telewizyjny i teatralny
  - Jesús Agustín López de Lama, hiszpański duchowny katolicki, prałat terytorialny Corocoro w Boliwii (zm. 2023)
  - China Machado, chińska modelka (zm. 2016)
  - Zdzisław Smoczyk, polski żużlowiec (zm. 2010)
- 1930:
  - Emanoul Aghasi, irański bokser (zm. 2021)
  - Richard N. Dixon, brytyjski chemik (zm. 2021)
  - Janusz Jackowski, polski trener lekkoatletyczny, wykładowca akademicki (zm. 2024)
  - Adam Wodnicki, polski pisarz, tłumacz, artysta plastyk (zm. 2020)
- 1931:
  - Szczepan Baum, polski architekt (zm. 2014)
  - Konrad Löw, niemiecki prawnik i politolog
  - Raphael Ndingi Mwana’a Nzeki, kenijski duchowny katolicki, arcybiskup Nairobi (zm. 2020)
- 1932:
  - Antonina Iwanowa, rosyjska lekkoatletka, kulomiotka (zm. 2006)
  - Mirosław Malcharek, polski dziennikarz, pisarz, artysta plastyk, satyryk (zm. 2018)
  - Michihiro Ozawa, japoński piłkarz
- 1933:
  - Luca Brandolini, włoski duchowny katolicki, biskup Sora-Aquino-Pontecorvo
  - Andrzej Hulanicki, polski matematyk (zm. 2008)
  - Joachim Meisner, niemiecki duchowny katolicki, biskup diecezjalny Berlina, arcybiskup metropolita Kolonii, kardynał (zm. 2017)
  - Phan Văn Khải, wietnamski polityk, premier Wietnamu (zm. 2018)
  - Wilibald Winkler, polski naukowiec, polityk, wiceminister edukacji, wojewoda śląski (zm. 2010)
- 1934:
  - Giancarlo Baghetti, włoski kierowca wyścigowy (zm. 1995)
  - Kazimierz Danek, polski artysta ludowy (zm. 2011)
  - Robert Martinez, amerykański polityk pochodzenia hiszpańskiego
- 1935:
  - Amaury Epaminondas, brazylijski piłkarz (zm. 2016)
  - Henk van der Grift, holenderski łyżwiarz szybki
  - Sadik al-Mahdi, sudański polityk, premier Sudanu (zm. 2020)
  - Eugeniusz Noworyta, polski polityk, dyplomata
- 1936:
  - Jo de Haan, holenderski kolarz szosowy (zm. 2006)
  - Ismail Merchant, brytyjski producent filmowy pochodzenia indyjskiego (zm. 2005)
  - Aleksandra Ogilvy, członkini brytyjskiej rodziny królewskiej
- 1937:
  - Maung Aye, birmański generał, polityk
  - Rodolfo Cardoso, filipiński szachista (zm. 2013)
  - Oleg Grigorjew, rosyjski bokser
- 1938:
  - Arkadij Chajt, rosyjski pisarz, scenarzysta filmów animowanych (zm. 2000)
  - Rajmund Hanke, polski działacz kulturalny
  - Bengt af Klintberg, szwedzki etnolog, folklorysta, pisarz
  - Alicja Kuberska, polska elektronik, poseł na Sejm PRL V kadencji
  - John E. Peterson, amerykański polityk
- 1939:
  - Konstantinas Dobrovolskis, litewski lekarz, polityk
  - Eugeniusz Juretzko, polski duchowny katolicki, oblat, biskup Yokadoumy w Kamerunie (zm. 2018)
- 1940:
  - Phil Chen, jamajski basista, muzyk sesyjny (zm. 2021)
  - Muse Hassan Abdulle, somalijski wojskowy, polityk, p.o. prezydenta Somalii
  - Niilo Halonen, fiński skoczek narciarski (zm. 2025)
  - Danuta Skorenko, polska działaczka opozycji antykomunistycznej (zm. 2008)
  - Henryk Wujec, polski fizyk, działacz opozycji antykomunistycznej, polityk, poseł na Sejm RP (zm. 2020)
  - Seweryna Wysłouch, polska polonistka, literaturoznawczyni, profesor nauk humanistycznych
- 1941:
  - Ronnie Cuber, amerykański saksofonista jazzowy (zm. 2022)
  - Don Pullen, amerykański pianista i organista jazzowy, kompozytor, aranżer, producent muzyczny (zm. 1995)
  - Guido Reybrouck, belgijski kolarz szosowy
  - Julianus Kemo Sunarko, indonezyjski duchowny katolicki, biskup Purwokerto (zm. 2020)
- 1942:
  - Laco Adamík, polski reżyser filmowy, teatralny i operowy
  - Noël del Bello, francuski kierowca wyścigowy (zm. 2024)
  - Françoise Durr, francuska tenisistka
  - Věra Komárková, czeska himalaistka (zm. 2005)
  - Antanas Vinkus, litewski lekarz, polityk, dyplomata
- 1943:
  - Wilson Fittipaldi, brazylijski kierowca wyścigowy (zm. 2024)
  - Savino Pezzotta, włoski związkowiec, polityk
  - Hanna Schygulla, niemiecka aktorka
  - Dag Szepanski, szwedzki piłkarz pochodzenia polskiego
- 1944:
  - Keath Fraser, kanadyjski pisarz
  - Jairzinho, brazylijski piłkarz, trener
  - Iwan Michajłow, bułgarski bokser
  - Waldemar Wiązowski, polski samorządowiec, polityk, poseł na Sejm RP
- 1945:
  - Juan Manuel Eguiagaray, hiszpański ekonomista, polityk, minister przemysłu i energii (zm. 2025)
  - Andrzej Gelberg, polski dziennikarz
  - Andrzej Pyrdoł, polski piłkarz, trener
  - Noel Redding, brytyjski basista, członek zespołu The Jimi Hendrix Experience (zm. 2003)
  - Héctor de Jesús Ruiz, amerykański przedsiębiorca pochodzenia meksykańskiego
  - Florian Staniewski, polski aktor (zm. 2019)
  - Mieczysław Tarnowski, polski górnik, związkowiec, polityk, senator RP (zm. 1991)
- 1946:
  - Jimmy Buffett, amerykański wokalista i gitarzysta rockowy, autor tekstów, przedsiębiorca (zm. 2023)
  - Jerzy Sztwiertnia, polski reżyser i scenarzysta filmowy (zm. 2025)
  - Stuart Wilson, brytyjski aktor
- 1947:
  - Jozias van Aartsen, holenderski polityk
  - Twink Caplan, amerykańska aktorka
  - Ronnie Shikapwasha, zambijski wojskowy, polityk, minister spraw wewnętrznych, minister spraw zagranicznych (zm. 2024)
  - Deannie Yip, hongkońska aktorka, piosenkarka
- 1948:
  - Alia, królowa Jordanii (zm. 1977)
  - Ivan Kováč, słowacki lekkoatleta, średniodystansowiec, dziennikarz sportowy (zm. 2023)
  - Noël Mamère, francuski prawnik, dziennikarz, polityk
  - Manny Mori, mikronezyjski polityk, prezydent Mikronezji
  - Joel Santana, brazylijski piłkarz, trener
- 1949:
  - Bernhard Hemmerle, niemiecki kompozytor muzyki kościelnej, muzyk
  - Siergiej Nowikow, rosyjski judoka (zm. 2021)
  - István Osztrics, węgierski szpadzista
  - Nawaz Sharif, pakistański polityk, premier Pakistanu
  - Sissy Spacek, amerykańska aktorka
  - Konstanty Wileński, ukraińsko-polski pianista jazzowy, kompozytor
  - Aleksander Wojciechowski, polski trener wioślarstwa
- 1950:
  - Antoni Duda, polski polityk, inżynier, poseł na Sejm RP
  - Zbigniew Kieżun, polski trener piłkarski
  - Bogdan Podgórski, polski polityk, senator RP
  - Karl Rove, amerykański strateg polityczny
  - Noël Treanor, irlandzki duchowny katolicki, biskup Down-Connor, nuncjusz apostolski przy Unii Europejskiej (zm. 2024)
- 1951:
  - Kazimierz Chrzanowski, polski polityk, poseł na Sejm RP
  - Conrad Homfeld, amerykański jeździec sportowy
  - Marcel Morabito, francuski prawnik, politolog
  - Adam Topolski, polski piłkarz, trener
  - Aleksandr Wołkow, rosyjski polityk, prezydent Udmurcji (zm. 2017)
- 1952:
  - Desireless, francuska piosenkarka
  - Josif Droboniku, albański malarz (zm. 2020)
  - Marek Kotarba, polski ceramik, rzeźbiarz, malarz, rysownik, grafik
  - CCH Pounder, amerykańska aktorka
  - Elżbieta Romero, polska polityk, poseł na Sejm RP (zm. 2011)
  - Roman Ulbrich, polski inżynier ochrony środowiska, profesor nauk technicznych (zm. 2025)
- 1953:
  - Karl-Heinz Krüger, niemiecki bokser
  - Bogusław Probulski, polski wspinacz, ratownik górski (zm. 1995)
  - Kaarlo Maaninka, fiński lekkoatleta, długodystansowiec
  - Jürgen Röber, niemiecki piłkarz, trener
- 1954:
  - Amaral, brazylijski piłkarz (zm. 2024)
  - Jesús María Aristín Seco, hiszpański duchowny katolicki, wikariusz apostolski Yurimaguas
  - (lub 1957) Joaquín Guzmán Loera, meksykański przestępca
  - Ryszard Kaczyński, polski nauczyciel, przedsiębiorca, polityk, poseł na Sejm RP
  - Annie Lennox, szkocka piosenkarka, kompozytorka, była członkini duetu Eurythmics
- 1955:
  - Robert Ndlovu, zimbabwejski duchowny katolicki, arcybiskup Harare
  - Adam Ołdakowski, polski inżynier rolnik, polityk, poseł na Sejm RP
  - Ingrid Schmidt, niemiecka prawnik, sędzina
  - Anna Siewierska, polska językoznawczyni (zm. 2011)
- 1956:
  - Carlos Borja, boliwijski piłkarz
  - Stéphane Ferrara, francuski bokser, aktor, scenarzysta i reżyser filmowy
  - Lucyna Pietrzyk, polska policjantka, polityk, poseł na Sejm RP
- 1957:
  - Shane MacGowan, irlandzki muzyk, wokalista, członek zespołu The Pogues, aktor (zm. 2023)
  - Marek Obrębalski, polski ekonomista, samorządowiec, prezydent Jeleniej Góry
  - Dugarsürengijn Ojuunbold, mongolski zapaśnik
  - Guy Vandersmissen, belgijski piłkarz
  - Douglas Wolfsperger, niemiecki reżyser filmowy
- 1958:
  - Luciano Caveri, włoski dziennikarz, samorządowiec, polityk
  - Stefan Dryszel, polski tenisista stołowy, trener
  - Rickey Henderson, amerykański baseballista (zm. 2024)
  - Joop Hiele, holenderski piłkarz, bramkarz, trener
  - Konstantin Kinczew, rosyjski muzyk, wokalista, kompozytor, autor tekstów, członek zespołu Alisa
  - Ruth Leiserowitz, niemiecka historyk
  - Alannah Myles, kanadyjska piosenkarka, autorka tekstów
  - Bill Perry, amerykański gitarzysta bluesowy (zm. 2007)
  - Messias dos Reis Silveira, brazylijski duchowny katolicki, biskup Uruaçu
  - Christina Romer, amerykańska ekonomistka
- 1959:
  - Michael P. Anderson, amerykański pilot wojskowy, fizyk, astronauta (zm. 2003)
  - Eirik Kvalfoss, norweski biathlonista
  - Mike Sweeney, kanadyjski piłkarz
- 1961:
  - Íngrid Betancourt, kolumbijsko-francuska polityk, obrończyni praw człowieka
  - Carolina Cosse, urugwajska inżynierka i polityczka, Wiceprezydent Urugwaju
  - Pravind Jugnauth, maurytyjski polityk, premier Mauritiusa
  - Janusz Kaczmarek, polski prawnik, prokurator, adwokat, polityk, prokurator krajowy, minister spraw wewnętrznych i administracji
  - Sylwester Kwiecień, polski samorządowiec, prezydent Starachowic
  - Grete Ingeborg Nykkelmo, norweska biathlonistka, biegaczka narciarska
  - Leszek Redzimski, polski polityk, nauczyciel, poseł na Sejm RP
  - Stefan Ruzowitzky, austriacki reżyser i scenarzysta filmowy
  - Tony Smith, nowozelandzki łyżwiarz szybki, olimpijczyk
  - David Thompson, barbadoski polityk, premier Barbadosu (zm. 2010)
- 1962:
  - Christian Fennesz, austriacki kompozytor i wykonawca muzyki elektronicznej
  - Emmanuele Kanyama, malawijski duchowny katolicki, biskup Dedzy (zm. 2018)
  - Nenad Šulava, chorwacki szachista (zm. 2019)
- 1963:
  - Joop Gall, holenderski piłkarz, trener
  - Iwona Machowina, polska lekkoatletka, oszczepniczka
  - Fiolka Najdenowicz, polska piosenkarka pochodzenia bułgarskiego
- 1964:
  - Ahn Nae-sang, południowokoreański aktor
  - Ian Bostridge, brytyjski śpiewak operowy (tenor)
  - José de Jesús González Hernández, meksykański duchowny katolicki, biskup prałatury terytorialnej Jesús María del Nayar
  - Gary McAllister, szkocki piłkarz, trener
- 1965:
  - Ed Davey, brytyjski ekonomista, polityk
  - Paul Emordi, nigeryjski lekkoatleta, skoczek w dal i trójskoczek
  - Janusz Faron, polski architekt
  - Reto Götschi, szwajcarski bobsleista
  - Václav Korunka, czeski biegacz narciarski
  - Dmitrij Mironow, rosyjski hokeista
  - Wioletta Sobieraj, polska pisarka
- 1966:
  - Toshihiro Arai, japoński kierowca rajdowy
  - Javier Frana, argentyński tenisista
  - Mauro Picotto, włoski didżej
  - Sandra Schumacher, niemiecka kolarka szosowa
  - Artur Święs, polski aktor
- 1967:
  - Pawło Klimkin, ukraiński dyplomata, polityk
  - Boris Novković, chorwacki piosenkarz
  - Jason Thirsk, amerykański muzyk, basista, wokalista, członek zespołu Pennywise (zm. 1996)
  - Oleg Tińkow, rosyjski bankier, przedsiębiorca
  - Christa Wiese, niemiecka lekkoatletka, kulomiotka
- 1968:
  - Taurino Araújo, brazylijski adwokat, polityk, pisarz
  - Helena Christensen, duńska modelka, aktorka
  - Andrew Tucker, południowoafrykański piłkarz
- 1969:
  - Joanna Chmiel, polska lekkoatletka, biegaczka długodystansowa
  - Fred Børre Lundberg, norweski kombinator norweski
  - Aleksandr Masłow, rosyjski piłkarz, trener
  - Fred Onyancha, kenijski lekkoatleta, średniodystansowiec
  - Tomasz Stępień, polski duchowny katolicki, filozof, angelolog
- 1970:
  - Chioma Ajunwa, nigeryjska lekkoatletka, skoczkinki w dal i sprinterka, piłkarka
  - Emmanuel Amunike, nigeryjski piłkarz
  - Krzysztof Kasowski, polski piosenkarz, muzyk, kompozytor
  - Luis Antonio Moreno, kolumbijski piłkarz
- 1971:
  - Simone Angel, holenderska piosenkarka, prezenterka telewizyjna
  - Carlo Corazzin, kanadyjski piłkarz pochodzenia włoskiego
  - Dido, brytyjska piosenkarka pochodzenia irlandzko-francuskiego
  - Besnik Hasi, albański piłkarz, trener
  - Noel Hogan, irlandzki gitarzysta, członek zespołu The Cranberries
  - Moussa Traoré, iworyjski piłkarz
  - Justin Trudeau, kanadyjski polityk, premier Kanady
- 1972:
  - Andrzej Dąbrowski, polski polityk, samorządowiec, poseł na Sejm RP
  - Khalid Fouhami, marokański piłkarz, bramkarz
  - Josh Freese, amerykański perkusista, członek zespołów: The Vandals, A Perfect Circle i Nine Inch Nails
  - Qu Yunxia, chińska lekkoatletka, biegaczka średniodystansowa
  - Wital Silicki, białoruski politolog, dziennikarz, pisarz (zm. 2011)
  - Ewa Zielińska, polska lekkoatletka, paraolimpijka
  - Marlena Zynger, polska poetka
- 1973:
  - Cristina Chiuso, włoska pływaczka
  - Bobby Gunn, kanadyjski bokser
  - Lena Hallengren, szwedzka polityk
  - Abiodun Obafemi, nigeryjski piłkarz
  - Adam Woronowicz, polski aktor
- 1974:
  - Amavi Agbobli-Atayi, togijski piłkarz
  - Francisco Vicente Assis, angolski piłkarz
  - Krzysztof Kosiński, polski historyk
  - Christina Scott, brytyjska polityk, gubernator Anguilli
  - Emmanuel Tetteh, ghański piłkarz
- 1975:
  - Choi Sung-yong, południowokoreański piłkarz
  - Johan Hellsten, szwedzki szachista
  - Toben Sutherland, kanadyjski narciarz dowolny
- 1976:
  - Pavel Bělobrádek, czeski samorządowiec, polityk
  - Armin van Buuren, holenderski didżej, producent muzyczny
  - Alexis Cabrera, kubański szachista
  - Tuomas Holopainen, fiński muzyk, członek zespołu Nightwish
  - Margo, polska piosenkarka, autorka tekstów, kompozytorka, choreografka
  - Petar Metličić, chorwacki piłkarz ręczny
- 1977:
  - Sylvi Listhaug, norweska polityk
  - Fernando Ortiz, argentyński piłkarz
  - Israel Vázquez, meksykański bokser (zm. 2024)
- 1978:
  - Dawid Bartos, polski piłkarz (zm. 2025)
  - Thierre Di Castro, brazylijski aktor, model
  - Joel Porter, australijski piłkarz
  - Paula Seling, rumuńska piosenkarka, kompozytorka, producentka muzyczna, autorka tekstów
  - Miyuki Takahashi, japońska siatkarka
  - Bridgetta Tomarchio, amerykańska aktorka
  - Yin Jian, chińska żeglarka sportowa
- 1979:
  - Jackline Barasa, kenijska siatkarka
  - Laurent Bonnart, francuski piłkarz
  - Robert Huff, brytyjski kierowca wyścigowy
  - Hyun Yong-min, południowokoreański piłkarz
  - Pancze Ḱumbew, macedoński piłkarz
  - Mari Mar Sánchez, hiszpańska lekkoatletka, tyczkarka
  - Olta Xhaçka, albańska polityk
- 1980:
  - Joanna Angel, amerykańska aktorka pornograficzna
  - Reika Hashimoto, japońska modelka, aktorka
  - Blaženko Lacković, chorwacki piłkarz ręczny
  - Raman Piatruszenka, białoruski kajakarz
  - Daniel Quaye, ghański piłkarz
- 1981:
  - Merike Anderson, estońska koszykarka
  - Gonzalo García Vivanco, meksykański aktor, model
  - Christian Holst, farerski piłkarz
  - Okeisha Howard, amerykańska koszykarka
  - La Fouine, francuski raper pochodzenia marokańskiego
- 1982:
  - Alessio Fiore, włoski siatkarz
  - Yoann Langlet, mauretański piłkarz
  - Silvia Sardone, włoska prawnik, polityk
  - Laurence Shahlaei, brytyjski strongman pochodzenia irańskiego
  - Shystie, brytyjska raperka, autorka tekstów, aktorka
  - Wołodymyr Soroka, ukraiński judoka
- 1983:
  - Noah Chivuta, zambijski piłkarz
  - Steven Dias, indyjski piłkarz
  - Zbigniew Kaliszuk, polski pisarz, publicysta
  - Yang Wenjun, chiński kajakarz
- 1984:
  - Emma-Jane Feathery, nowozelandzka wioślarka
  - Katarzyna Kryczało, polska florecistka
  - Martin Mubiru, samoański bokser,
  - Miloš Ninković, serbski piłkarz
  - Kennedy Nketani, zambijski piłkarz
  - Hal Scardino, amerykański aktor
- 1985:
  - Dritan Abazović, czarnogórski polityk, premier Czarnogóry
  - Francis Doe, liberyjski piłkarz
  - Lukas Klapfer, austriacki kombinator norweski
  - Martin Mathathi, kenijski lekkoatleta, długodystansowiec
  - Jelena Nikołajewa, rosyjska dziennikarka, prezenterka telewizyjna, aktorka
  - Alexander Rusev, bułgarski wrestler
  - Renaldas Seibutis, litewski koszykarz
  - Nathan Smith, kanadyjski biathlonista
- 1986:
  - Alex Hepburn, brytyjska piosenkarka, autorka tekstów
  - Paweł Mróz, polski judoka
  - Deborah Scanzio, włoska narciarka dowolna
  - Yurika Sema, japońska tenisistka
- 1987:
  - Swietłana Carukajewa, rosyjska sztangistka
  - Patrick Deneen, amerykański narciarz dowolny
  - Ceyhun Gülselam, turecki piłkarz
  - Danieł Mojsow, macedoński piłkarz
- 1988:
  - Dele Adeleye, nigeryjski piłkarz
  - Maja Anić, chorwacka wioślarka
  - Eric Gordon, amerykański koszykarz
  - Mwinyi Kazimoto, tanzański piłkarz
  - Marco Mengoni, włoski piosenkarz
  - Andrew Selby, walijski bokser
- 1989:
  - Rosalío Medrano, kolumbijski zapaśnik
  - Keri Wong, amerykańska tenisistka pochodzenia chińskiego
- 1990:
  - Troels Harry, duński curler
  - Damian Kulec, polski aktor i aktor głosowy
  - Lisa Larsen, szwedzka biegaczka narciarska i na orientację
  - Moreno Moser, włoski kolarz szosowy
  - Conny Perrin, szwajcarska tenisistka
  - Shi Qiaowen, chińska lekkoatletka, tyczkarka
  - Joanna Sikorska, polska siatkarka
- 1991:
  - He Cuilian, chińska wspinaczka sportowa
  - Issam Jebali, tunezyjski piłkarz
  - Suhani Kalita, indyjska aktorka, modelka
  - Mamadou Koné, iworyjski piłkarz
  - Quirine Lemoine, holenderska tenisistka
  - Zhang Anda, chiński snookerzysta
- 1992:
  - Rachel Keller, amerykańska aktorka
  - Anxhelo Koçi, albański piosenkarz
  - Joanna Kuberska, polska aktorka
  - Emmanuel Okwi, ugandyjski piłkarz
  - Ogenyi Onazi, nigeryjski piłkarz
- 1993:
  - Keith Ape, południowokoreański raper
  - Stołe Dimitriewski, macedoński piłkarz, bramkarz
  - Andrea Drews, amerykańska siatkarka
  - Gibrán Lajud, meksykański piłkarz, bramkarz
  - Pürewdordżijn Orchon, mongolska zapaśniczka
  - Emi Takei, japońska aktorka, piosenkarka, modelka
- 1994:
  - Hassan Kessy, tanzański piłkarz
  - Orlando Mosquera, panamski piłkarz, bramkarz
  - Alfredo Stephens, panamski piłkarz
- 1995:
  - Andy Díaz, kubański lekkoatleta, trójskoczek
  - Brandon Tabb, amerykański koszykarz
- 1996:
  - Romário Baldé, piłkarz z Gwinei Bissau
  - Emiliano Buendía, argentyński piłkarz
  - Tigist Gashaw, etiopska i bahrajńska lekkoatletka, biegaczka średniodystansowa
  - Laura Künzler, szwajcarska siatkarka
- 1997:
  - Barret Benson, amerykański koszykarz
  - Ołeksij Huculak, ukraiński piłkarz
- 1998 – Tamsin Cook, australijska pływaczka pochodzenia południowoafrykańskiego
- 1999 – Markquis Nowell, amerykański koszykarz
- 2000:
  - Emanuel Aiwu, austriacki piłkarz pochodzenia nigeryjskiego
  - Ismaila Coulibaly, malijski piłkarz
  - Lucas Plapp, australijski kolarz szosowy i torowy
  - Wilfried Singo, iworyjski piłkarz
- 2001:
  - Muhammad Abd Allah Abd al-Munim Abd Allah, egipski zapaśnik
  - Zofia Dudek, polska lekkoatletka, biegaczka długodystansowa
  - Aleksandra Kałucka, polska wspinaczka sportowa
  - Natalia Kałucka, polska wspinaczka sportowa
- 2002 – Taishi Brandon Nozawa, japoński piłkarz, bramkarz
- 2003 – Aleksandra Żukowska, polska koszykarka
- 2005 – Ołeksij Sereda, ukraiński skoczek do wody

## Zmarli
- 317 p.n.e. – Filip Arrhidaeus, król Macedonii, formalny władca Egiptu (ur. 359 p.n.e.)
- 795 – Hadrian I, papież (ur. ?)
- 820 – Leon V Armeńczyk, cesarz bizantyński (ur. ok. 775)
- 1086 – Judyta Przemyślidka, księżniczka czeska, księżna polska (ur. 1056–58)
- 1213 – Muhammad an-Nasir, kalif Maroka (ur. ?)
- 1221 – Ruggiero di San Severino, włoski duchowny katolicki, arcybiskup Benewentu, kardynał (ur. ?)
- 1231 – Folquet de Marseille, francuski trubadur, duchowny katolicki, biskup Tuluzy (ur. ok. 1150)
- 1232 – Bentivoglio de Bonis, włoski franciszkanin, błogosławiony (ur. 1188)
- 1294 – Mściwoj II, książę pomorski (ur. ok. 1220)
- 1406 – Henryk III Chorowity, król Kastylii i Leónu (ur. 1379)
- 1489 – Simon Marmion, francuski malarz, miniaturzysta (ur. 1420–25)
- 1499 – (lub 23 grudnia) Stefan Zápolya, węgierski magnat, palatyn Węgier (ur. ?)
- 1513 – Johann Amerbach, niemiecki drukarz, wydawca, humanista (ur. ok. 1443)
- 1553 – Pedro de Valdivia, hiszpański konkwistador (ur. 1497)
- 1561 – Andrzej Tęczyński, polski szlachcic, polityk, wojewoda lubelski, miecznik wielki koronny (ur. ok. 1480)
- 1568 – Peter Seebach, słoweński duchowny katolicki, biskup lublański (ur. 1500)
- 1585 – Wojciech Kilanowski, polski benedyktyn (ur. ?)
- 1605 – Marino Grimani, doża Wenecji (ur. 1532)
- 1622 – Pjetër Budi, albański duchowny katolicki, pisarz religijny (ur. 1566)
- 1628 – Michał Nakashima, japoński jezuita, męczennik, błogosławiony (ur. 1583)
- 1634 – Lettice Knollys, angielska arystokratka (ur. 1543)
- 1635 – Samuel de Champlain, francuski podróżnik, odkrywca, kolonizator Kanady (ur. 1567)
- 1639 – Jan Chrystian, książę brzeski (ur. 1591)
- 1648 – Klaudia Medycejska, księżniczka toskańska, arcyksiężna austriacka (ur. 1604)
- 1649 – Adam Kazanowski, polski szlachcic, polityk (ur. ok. 1599)
- 1650 – Aleksander Atanazy Puzyna, książę, początkowo unita a następnie prawosławny biskup łucko-ostrogski i archimandryta żydyczyński (ur. ?)
- 1655 – Friedrich Runge, niemiecki prawnik, urzędnik, dyplomata (ur. 1599)
- 1675 – Aleksander Cetner, polski szlachcic, rotmistrz królewski, polityk (ur. ?)
- 1679 – Jan Ignacy Bąkowski, polski szlachcic, polityk (ur. ok. 1615)
- 1683 – Kara Mustafa, turecki wezyr (ur. 1634/35)
- 1706 – Franz Engelbert Barbo, austriacki duchowny katolicki, biskup pomocniczy wrocławski (ur. 1664)
- 1730 – Henry Scott, brytyjski arystokrata, generał, polityk (ur. 1676)
- 1754 – John Leveson-Gower, brytyjski arystokrata, polityk (ur. 1694)
- 1766 – William Finch, brytyjski dyplomata (ur. 1691)
- 1795 – Ludwika Kurnatowska, polska szlachcianka (ur. 1768)
- 1804 – Robert Teesdale, brytyjski botanik, ogrodnik (ur. 1740)
- 1818 – Catherine-Dominique de Pérignon, francuski polityk, dyplomata, dowódca wojskowy, marszałek Francji (ur. 1754)
- 1820:
  - James Burrill Jr., amerykański prawnik, polityk (ur. 1772)
  - Joseph Fouché, francuski polityk, rewolucjonista (ur. 1759)
- 1824 – Barbara von Krüdener, rosyjska baronowa, pisarka pochodzenia niemiecko-bałtyckiego (ur. 1764)
- 1835 – Antoni Gliszczyński, polski polityk, działacz niepodległościowy, uczestnik powstania listopadowego (ur. 1766)
- 1838 – Antonina Maria Verna, włoska zakonnica, błogosławiona (ur. 1773)
- 1842 – Bedřich Diviš Weber, czeski kompozytor, muzykolog (ur. 1766)
- 1846 – Adam Chreptowicz, polski szlachcic, polityk, filantrop, mecenas nauki (ur. 1768)
- 1845 – Wilhelm Friedrich Ernst Bach, niemiecki kompozytor (ur. 1759)
- 1855:
  - Jan Piotr Łuczyński, polski malarz, urzędnik skarbowy (ur. 1816)
  - Gatien Marcailhou, francuski pianista, kompozytor (ur. 1805)
- 1862 – Mychajło Petrenko, ukraiński poeta (ur. 1817)
- 1867 – Jan Wincenty Smoniewski, polski historyk, kolekcjoner, pedagog (ur. 1793)
- 1876:
  - James W. Nye, amerykański polityk (ur. 1815)
  - Narcyza Żmichowska, polska poetka, pisarka, feministka (ur. 1819)
- 1877 – Nikodem Pęczarski, polski fizyk, matematyk, encyklopedysta, wykładowca akademicki (ur. 1814)
- 1879:
  - Rudolf Buchheim, niemiecki farmakolog (ur. 1820)
  - Ignacy Marceli Kruszewski, polski pułkownik, belgijski generał (ur. 1799)
- 1880 – Fridolin Anderwert, szwajcarski polityk (ur. 1828)
- 1881 – Ignacio Suárez Llanos, hiszpański malarz, ilustrator (ur. 1830)
- 1882:
  - Bernhard Afinger, niemiecki rzeźbiarz (ur. 1813)
  - Leon Romanowski, polski prawnik, heraldyk, literat (ur. ok. 1800)
- 1883 – Józef Alojzy Reitzenheim, polski pamiętnikarz, publicysta, uczestnik powstania listopadowego i styczniowego pochodzenia austriackiego (ur. 1809)
- 1885 – Eugène-Emmanuel Amaury-Duval, francuski malarz (ur. 1808)
- 1888:
  - Teofil Stanisław Nowosielski, polski mecenas, pisarz, lingwista, tłumacz, podróżnik (ur. 1812)
  - Sarah Marinda Bates Pratt, amerykańska działaczka mormońska (ur. 1817)
- 1891 – Miguel Payá y Rico, hiszpański duchowny katolicki, biskup Cuenca, arcybiskup Santiago de Compostela i Toledo, prymas Hiszpanii, patriarcha Indii Zachodnich, kardynał (ur. 1811)
- 1892 – Nikołaj Adlerberg, rosyjski hrabia, wojskowy, polityk pochodzenia niemieckiego (ur. 1819)
- 1893 – Victor Schœlcher, francuski polityk, abolicjonista, publicysta (ur. 1804)
- 1895 – Nektariusz (Dimitrijević), serbski biskup prawosławny (ur. 1839)
- 1898:
  - Laura Gundersen, norweska aktorka (ur. 1833)
  - Georges Rodenbach, belgijski poeta, nowelista (ur. 1855)
- 1900 – Leo Pokrowsky, polski kapitan w służbie rosyjskiej (ur. 1873)
- 1901 – Jan Doležal, czeski leśniczy, dziennikarz, publicysta (ur. 1847)
- 1904 – Dinko Vitezić, chorwacki prawnik, polityk (ur. 1822)
- 1907 – Maria od Apostołów Wüllenweber, niemiecka salwatorianka, błogosławiona (ur. 1833)
- 1909:
  - Moritz Feldhendler, austriacki inżynier, architekt pochodzenia żydowskiego (ur. 1858)
  - Wilhelm Hohaus, niemiecki duchowny katolicki, teolog, historyk (ur. 1844)
  - Friedrich II Praschma, niemiecki ziemianin, polityk (ur. 1833)
  - Richard Bowdler Sharpe, brytyjski zoolog, ornitolog (ur. 1847)
- 1911 – Edoardo Pulciano, włoski duchowny katolicki, biskup Novary, arcybiskup Genui (ur. 1852)
- 1914:
  - Eugeniusz Dreszer, polski porucznik Legionów Polskich (ur. 1895)
  - Henryk Guzy, polski kapral Legionów Polskich (ur. 1896)
  - Józef Lesiecki, polski taternik, narciarz, ratownik górski, rzeźbiarz (ur. 1886)
- 1915 – Józef Bowszower, żydowski pisarz anarchistyczny (ur. 1873)
- 1916:
  - Solko van den Bergh, holenderski strzelec sportowy (ur. 1854)
  - Adam Chmielowski, polski franciszkanin, malarz, uczestnik powstania styczniowego, święty (ur. 1845)
- 1920 – Johan Schwartz, norweski łyżwiarz szybki (ur. 1877)
- 1921:
  - George Stewardson Brady, brytyjski zoolog, mikropaleontolog (ur. 1832)
  - Władimir Korolenko, rosyjski pisarz, dziennikarz, publicysta pochodzenia ukraińsko-polskiego (ur. 1853)
- 1922 – Aleksander Malinowski, polski działacz socjalistyczny i niepodległościowy, wydawca źródeł, inżynier (ur. 1869)
- 1925 – Karl Abraham, niemiecki neurolog, psychiatra, psychoanalityk pochodzenia żydowskiego (ur. 1877)
- 1926:
  - Ołeksandr Barwinski, ukraiński historyk, pedagog, działacz społeczny, polityk (ur. 1847)
  - Yoshihito, cesarz Japonii (ur. 1879)
- 1927:
  - Eliasza od św. Klemensa Fracasso, włoska karmelitanka, błogosławiona (ur. 1901)
  - Siergiej Sazonow, rosyjski polityk (ur. 1860)
- 1928 – Miles Burke, amerykański bokser (ur. 1885)
- 1930:
  - Eugen Goldstein, niemiecki fizyk pochodzenia żydowskiego (ur. 1850)
  - Theodor Nöldeke, niemiecki orientalista (ur. 1836)
- 1931 – Paweł Tysler, polski chorąży pilot (ur. 1897)
- 1932:
  - Aleksander Albrecht, polski podporucznik rezerwy, samorządowiec, prezydent Płocka (ur. ?)
  - Edward O’Dea, amerykański duchowny katolicki, biskup Seattle (ur. 1856)
- 1933 – Francesc Macià, hiszpański podpułkownik, polityk narodowości katalońskiej (ur. 1859)
- 1935 – Paul Bourget, francuski pisarz (ur. 1852)
- 1936:
  - Ole Østervold, norweski żeglarz sportowy (ur. 1872)
  - Carl Stumpf, niemiecki muzykolog, psycholog, wykładowca akademicki (ur. 1848)
- 1937:
  - Alfred Brunon Bem, polski działacz komunistyczny i związkowy pochodzenia niemieckiego (ur. 1900)
  - Franciszek Grzelszczak, polski działacz komunistyczny (ur. 1881)
  - Jerzy Heryng, polski prawnik, pisarz, działacz komunistyczny pochodzenia żydowskiego (ur. 1886)
- 1938:
  - Karel Čapek, czeski prozaik, dramaturg (ur. 1890)
  - Theodor Fischer, niemiecki architekt, urbanista, wykładowca akademicki (ur. 1862)
  - Wacław Konopka, polski rzeźbiarz (ur. 1881)
- 1939:
  - Wilhelm Forsberg, szwedzki żeglarz sportowy (ur. 1862)
  - Antoni Meyer, polski inżynier górnictwa, wykładowca akademicki (ur. 1870)
  - Masao Nakamura, japoński generał (ur. 1892)
  - Alfred Wohl, niemiecki chemik, wykładowca akademicki (ur. 1863)
- 1940:
  - Agnes Ayres, amerykańska aktorka (ur. 1898)
  - Stanisław Świętochowski, polski lekkoatleta, sprinter i skoczek w dal, dyplomata (ur. 1899)
  - Kazimierz Szpądrowski, polski major dyplomowany (ur. 1899)
  - Jan Wojtkowiak, polski kleryk, Sługa Boży (ur. 1917)
  - Jan Wyszyński, polski agronom, porucznik (ur. 1910)
- 1941 – Aleksandrs Grīns, łotewski oficer, pisarz (ur. 1895)
- 1942:
  - Adolf Mayer, niemiecki chemik rolny (ur. 1843)
  - Aurel Stodola, słowacki fizyk, inżynier, wynalazca, wykładowca akademicki (ur. 1859)
- 1943:
  - Carl Mainka, niemiecki geofizyk, sejsmolog, wykładowca akademicki (ur. 1874)
  - Zygmunt Piwnicki, polski podpułkownik piechoty (ur. 1895)
- 1944:
  - François Anthoine, francuski generał (ur. 1860)
  - Martin Wilhelm Kutta, niemiecki matematyk, wykładowca akademicki (ur. 1867)
  - Blair Lee, amerykański polityk (ur. 1857)
  - George Steer, brytyjski korespondent wojenny (ur. 1909)
- 1945 – Marceli Godlewski, polski duchowny katolicki, działacz społeczny (ur. 1865)
- 1946:
  - George Henry Bennett, szkocki duchowny katolicki, biskup Aberdeen (ur. 1875)
  - W.C. Fields, amerykański aktor, komik, żongler, pisarz (ur. 1880)
  - Henri Le Fauconnier, francuski malarz (ur. 1881)
  - Henri Rang, rumuński jeździec sportowy (ur. 1908)
- 1948:
  - Carl Abrahamsson, szwedzki hokeista (ur. 1896)
  - Pompeu Fabra, kataloński językoznawca, wykładowca akademicki (ur. 1868)
  - Arthur C. Harper, amerykański polityk (ur. 1866)
- 1949:
  - Leon Schlesinger, amerykański producent filmowy pochodzenia żydowskiego (ur. 1884)
  - Tadeusz Wałek-Czernecki, polski historyk starożytności, wykładowca akademicki (ur. 1889)
- 1950 – Michaił Tkaczenko, radziecki leśnik, gleboznawca, wykładowca akademicki (ur. 1878)
- 1951 – Filip Ericsson, szwedzki żeglarz sportowy (ur. 1882)
- 1952:
  - Bernardino Molinari, włoski dyrygent (ur. 1880)
  - Herman Sörgel, niemiecki architekt (ur. 1885)
  - Teofil Trzciński, polski reżyser teatralny, dyrektor teatru (ur. 1878)
- 1953:
  - Július Barč-Ivan, słowacki prozaik, dramaturg, eseista (ur. 1909)
  - Milovan Jakšić, jugosłowiański piłkarz, bramkarz (ur. 1909)
- 1954 – Władysław Milata, polski geograf, klimatolog, wykładowca akademicki (ur. 1911)
- 1955:
  - Warren I. Lee, amerykański polityk (ur. 1876)
  - Jarosław Okulicz-Kozaryn, polski pułkownik dyplomowany piechoty (ur. 1888)
- 1956 – Robert Walser, szwajcarski pisarz (ur. 1878)
- 1957:
  - Charles Pathé, francuski przedsiębiorca filmowy (ur. 1863)
  - Kees van der Zalm, holenderski piłkarz (ur. 1901)
- 1961:
  - Wincenty Karuga, polski nauczyciel, polityk, poseł na Sejm PRL (ur. 1906)
  - Otto Loewi, austriacki farmakolog, laureat Nagrody Nobla pochodzenia żydowskiego (ur. 1873)
- 1963:
  - Marcjanna Fornalska, polska działaczka ruchu robotniczego, pamiętnikarka (ur. 1870)
  - Tristan Tzara, francuski poeta, eseista pochodzenia rumuńskiego (ur. 1896)
- 1965 – Eugenia Stołyhwo, polska antropolog, wykładowczyni akademicka (ur. 1894)
- 1966 – Mojżesz Koerner, polski inżynier, działacz społeczny, polityk, senator RP pochodzenia żydowskiego (ur. 1977)
- 1967:
  - Zofia Ameisenowa, polska historyk sztuki, wykładowczyni akademicka (ur. 1897)
  - Leonard Martin, brytyjski żeglarz sportowy (ur. 1901)
- 1968 – Håkon Bryhn, norweski żeglarz sportowy (ur. 1901)
- 1969:
  - Jean Ces, francuski bokser (ur. 1906)
  - Józef Kaban-Korski, polski architekt (ur. 1886)
  - Luo Jialun, chiński historyk, folklorysta, pedagog, działacz polityczny (ur. 1897)
- 1970 – Ludovico Bidoglio, argentyński piłkarz (ur. 1900)
- 1971 – Irena Tomalak, polska major, żołnierz AK, poetka (ur. 1895)
- 1972 – Chakravarthi Rajagopalachari, indyjski prawnik, polityk, pisarz (ur. 1878)
- 1973 – İsmet İnönü, turecki generał, polityk, premier i prezydent Turcji (ur. 1884)
- 1974:
  - Adam Niemiec, polski piłkarz, trener (ur. 1912)
  - Richard Stahlmann, wschodnioniemiecki komunista, dziennikarz, pułkownik Stasi (ur. 1891)
- 1975:
  - Harold Thomas Coulthard Walker, brytyjski admirał (ur. 1891)
  - Ilja Zdaniewicz, rosyjski i francuski pisarz, teoretyk rosyjskiej awangardy i dadaizmu, wydawca, malarz (ur. 1894)
- 1976 – Aleksandr Korowuszkin, radziecki bankowiec (ur. 1909)
- 1977:
  - Charlie Chaplin, brytyjski aktor, reżyser, scenarzysta i producent filmowy (ur. 1889)
  - Harald Strøm, holenderski łyżwiarz szybki, piłkarz (ur. 1897)
- 1978 – Raymond Braine, belgijski piłkarz (ur. 1907)
- 1979 – Joan Blondell, amerykańska aktorka (ur. 1906)
- 1980:
  - Siarhiej Dziarhaj, białoruski poeta, tłumacz (ur. 1907)
  - Josef Krämer, niemiecki prawnik, polityk nazistowski (ur. 1904)
  - Marcel Langiller, francuski piłkarz (ur. 1908)
  - Konrad Libicki, polski podpułkownik, dyplomata, dziennikarz, działacz emigracyjny (ur. 1891)
  - Jan Popek, polski malarz, grafik (ur. 1942)
- 1981 – Zygmunt Krzywański, polski polityk, poseł na Sejm PRL (ur. 1907)
- 1982:
  - Andrzej Mierzejewski, polski malarz (ur. 1915)
  - Walej Nabiullin, radziecki i baszkirski polityk (ur. 1914)
  - Ragnar Nordström, fiński oficer, przemysłowiec, dyplomata (ur. 1894)
  - Jack Pearl, amerykański aktor wodewilowy, osobowość radiowa (ur. 1894)
- 1983:
  - Horace Brown, amerykański lekkoatleta, długodystansowiec (ur. 1898)
  - Joan Miró, kataloński malarz, grafik, rzeźbiarz (ur. 1893)
  - Józef Sigalin, polski architekt, urbanista pochodzenia żydowskiego (ur. 1909)
  - Zbigniew Tilgner, polski lekkoatleta, kulomiot i dyskobol (ur. 1909)
- 1984:
  - Janusz Odrowąż, polski literat, satyryk, autor tekstów piosenek (ur. 1914)
  - Aleksandr Turincew, rosyjski duchowny prawosławny, prozaik, poeta, publicysta, krytyk literacki, śpiewak, tancerz, działacz społeczno-kulturalny, emigrant (ur. 1896)
- 1985 – Jan Szymanowski, polski generał brygady (ur. 1911)
- 1986:
  - Lech Cergowski, polski dziennikarz sportowy (ur. 1923)
  - Kaarel Ird, estoński aktor, reżyser teatralny, pedagog (ur. 1909)
- 1987:
  - Aleksandr Barmin, radziecki kombrig, funkcjonariusz wywiadu wojskowego, emigracyjny działacz antykomunistyczny, pisarz i publicysta (ur. 1899)
  - Harry Holm, duński gimnastyk (ur. 1902)
- 1988:
  - Jan Białostocki, polski historyk sztuki, wykładowca akademicki (ur. 1921)
  - Bolesław Brzeziński, polski malarz, pisarz (ur. 1924)
  - Alessandro D’Ottavio, włoski bokser (ur. 1927)
  - Jewgienij Gołubiew, rosyjski kompozytor (ur. 1910)
  - Shōhei Ōoka, japoński pisarz, krytyk literacki, tłumacz (ur. 1909)
  - Edward Pelham-Clinton, brytyjski arystokrata, kapitan (ur. 1920)
  - Marian Żurowski, polski duchowny i teolog katolicki, wykładowca akademicki (ur. 1923)
- 1989:
  - Elena Ceaușescu, rumuńska polityk komunistyczna, wicepremier (ur. 1916)
  - Nicolae Ceaușescu, rumuński polityk komunistyczny, prezydent Rumunii (ur. 1918)
  - Masad Kassis, izraelski polityk pochodzenia arabskiego (ur. 1918)
  - Walter Ris, amerykański pływak (ur. 1924)
- 1990:
  - Aleksandr Łuczinski, radziecki generał armii, polityk (ur. 1900)
  - Jadwiga Raniecka-Bobrowska, polska paleobotanik, paleopalinolog (ur. 1904)
  - Nicolaas Tates, holenderski kajakarz (ur. 1915)
- 1991:
  - Maria Bobrowska, polska architekt, działaczka kombatancka (ur. 1929)
  - Wilhelm Harster, niemiecki funkcjonariusz i zbrodniarz nazistowski (ur. 1904)
  - Gotlib Roninson, radziecki aktor pochodzenia żydowskiego (ur. 1935)
- 1992:
  - Bolesław Chwaściński, polski inżynier, specjalista budowy dróg, wykładowca akademicki, pisarz (ur. 1909)
  - Monica Dickens, brytyjska pisarka (ur. 1915)
  - Richard Howard Ichord, amerykański polityk (ur. 1926)
  - Krzysztof Świętochowski, polski aktor, lektor, spiker radiowy (ur. 1938)
- 1993:
  - Blandine Ebinger, niemiecka piosenkarka, aktorka (ur. 1899)
  - Ignatij Nowikow, radziecki polityk (ur. 1906)
  - Marian Suski, polski szablista, inżynier, wykładowca akademicki (ur. 1905)
- 1994:
  - Pierre Dreyfus, francuski przemysłowiec, polityk (ur. 1907)
  - Antoni Majak, polski śpiewak operowy (bas), aktor, reżyser teatralny, pedagog muzyczny (ur. 1911)
  - Giani Zail Singh, indyjski polityk, prezydent Indii (ur. 1916)
  - Czesław Spychała, polski tenisista (ur. 1917)
- 1995:
  - Emmanuel Levinas, francuski filozof, wykładowca akademicki pochodzenia żydowskiego (ur. 1906)
  - Dean Martin, amerykański aktor, piosenkarz pochodzenia włoskiego (ur. 1917)
  - Víctor Peralta, argentyński bokser (ur. 1908)
  - Nicolas Slonimsky, amerykański muzykolog, kompozytor pochodzenia żydowskiego (ur. 1894)
- 1996:
  - JonBenét Ramsey, amerykańska laureatka dziecięcych konkursów piękności (ur. 1990)
  - Knarik Wartanian, ormiańska malarka (ur. 1914)
  - August Wenzinger, szwajcarski wiolonczelista, gambista, dyrygent (ur. 1905)
- 1997:
  - Bronisław Dąbrowski, polski duchowny katolicki, biskup pomocniczy warszawski, sekretarz generalny Konferencji Episkopatu Polski (ur. 1917)
  - Denver Pyle, amerykański aktor (ur. 1920)
  - Giorgio Strehler, włoski aktor, reżyser teatralny (ur. 1921)
- 1998:
  - John Pulman, angielski snookerzysta (ur. 1923)
  - Saturnina Wadecka, polska autorka literatury dziecięcej i młodzieżowej (ur. 1922)
- 1999:
  - Arne Ileby, norweski piłkarz (ur. 1913)
  - Jerzy Tchórzewski, polski malarz, grafik, poeta (ur. 1928)
- 2000:
  - Décio Esteves da Silva, brazylijski piłkarz (ur. 1927)
  - Ignacy Tłoczyński, polski tenisista (ur. 1911)
- 2001:
  - Jan Bielecki, polski informatyk (ur. 1942)
  - Kazimierz Łabudź, polski aktor, śpiewak (ur. 1909)
  - Alfred Tomatis, francuski otolaryngolog (ur. 1920)
- 2002:
  - Helmut Jagielski, niemiecki piłkarz, trener (ur. 1934)
  - Tine Logar, słoweński językoznawca, dialektolog, wykładowca akademicki (ur. 1916)
- 2003:
  - Józef Masny, polski leśnik, działacz partyjny, polityk, poseł na Sejm PRL (ur. 1930)
  - Ryszard Wojna, polski dziennikarz, publicysta, pisarz, polityk (ur. 1920)
- 2004:
  - Nripen Chakraborty, indyjski polityk (ur. 1905)
  - Mirosław Stadler, polski piłkarz, trener (ur. 1955)
  - Giennadij Striekałow, rosyjski inżynier-mechanik, kosmonauta (ur. 1940)
  - Serafim Żeleźniakowicz, polski duchowny prawosławny (ur. 1913)
- 2005:
  - Derek Bailey, brytyjski gitarzysta jazzowy (ur. 1930)
  - Leszek Grot, polski pułkownik, historyk wojskowości (ur. 1933)
  - Birgit Nilsson, szwedzka śpiewaczka operowa (sopran dramatyczny) (ur. 1918)
- 2006:
  - František Benhart, czeski historyk i krytyk literacki, redaktor, tłumacz (ur. 1924)
  - James Brown, amerykański piosenkarz, kompozytor, muzyk (ur. 1933)
  - Anna Danuta Sławińska, polska sanitariuszka, przewodniczka turystyczna, uczestniczka powstania warszawskiego, autorka wspomnień (ur. 1923)
- 2007:
  - Stanisław Filipecki, polski lekarz internista, publicysta, tłumacz (ur. 1927)
  - Patricia Kirkwood, brytyjska aktorka (ur. 1921)
- 2008:
  - Eartha Kitt, amerykańska aktorka, piosenkarka (ur. 1927)
  - Jerzy Krawczyk, polski bokser (ur. 1928)
  - Maciej Kuroń, polski publicysta kulinarny, dziennikarz (ur. 1960)
  - Jerzy Sas Jaworski, polski major (ur. 1920)
- 2009:
  - Vic Chesnutt, amerykański muzyk (ur. 1964)
  - Tytus Karpowicz, polski pisarz, autor literatury dziecięcej i młodzieżowej (ur. 1915)
- 2010:
  - John Bulaitis, litewski duchowny katolicki, arcybiskup, nuncjusz apostolski (ur. 1933)
  - Anna Czernienko, radziecka pierwsza dama (ur. 1913)
  - Carlos Andrés Pérez, wenezuelski polityk, prezydent Wenezueli (ur. 1922)
- 2011:
  - Habib Galhia, tunezyjski bokser (ur. 1941)
  - Michał Sumiński, polski leśnik, zoolog, kapitan jachtowy, dziennikarz (ur. 1915)
- 2012:
  - Jerzy Bereś, polski rzeźbiarz, plastyk (ur. 1930)
  - Edward T. Hughes, amerykański duchowny katolicki, biskup Metuchen (ur. 1920)
  - Othmar Schneider, austriacki narciarz alpejski, strzelec sportowy (ur. 1928)
- 2013:
  - Luis Humberto Gómez Gallo, kolumbijski polityk (ur. 1962)
  - Andrzej Niekrasz, polski grafik, pedagog (ur. 1934)
  - Adnan Şenses, turecki aktor (ur. 1935)
  - Wilbur Thompson, amerykański lekkoatleta, kulomiot (ur. 1921)
- 2014:
  - Alberta Adams, amerykańska wokalistka bluesowa (ur. 1917)
  - Gleb Jakunin, rosyjski duchowny prawosławny, dysydent, działacz na rzecz praw człowieka (ur. 1934)
  - Ihor Nadiejin, ukraiński piłkarz (ur. 1948)
  - Roman Zakrzewski, polski malarz (ur. 1955)
- 2015:
  - Anna Duszak, polska językoznawczyni (ur. 1950)
  - Karen Friesicke, niemiecka aktorka (ur. 1962)
  - George Clayton Johnson, amerykański pisarz science fiction (ur. 1929)
  - Robert Spitzer, amerykański psychiatra (ur. 1932)
  - Jason Wingreen, amerykański aktor (ur. 1920)
- 2016:
  - Karl Golser, włoski duchowny katolicki, biskup Bolzano-Bressanone (ur. 1943)
  - Maria Łopatkowa, polska pedagog, pisarka, publicystka, działaczka społeczna (ur. 1927)
  - George Michael, brytyjski piosenkarz, kompozytor, producent muzyczny (ur. 1963)
  - Vera Rubin, amerykańska astronom (ur. 1928)
  - Léon Soulier, francuski duchowny katolicki, biskup Pamiers i Limoges (ur. 1924)
- 2017:
  - Claude Haldi, szwajcarski kierowca wyścigowy (ur. 1942)
  - Stanisław Kędziora, polski duchowny katolicki, biskup pomocniczy warszawsko-praski (ur. 1934)
  - Maciej Sienkiewicz, polski rugbysta (ur. 1980)
  - Marcin Stronczek, polski samorządowiec, burmistrz Sośnicowic (ur. 1950)
  - Willie Toweel, południowoafrykański bokser (ur. 1934)
  - Michał Wójcik, polski lekkoatleta, długodystansowiec (ur. 1936)
- 2018:
  - Ludwik Misiek, polski pilot szybowcowy, inżynier, podpułkownik (ur. 1926)
  - Baldur Ragnarsson, islandzki pisarz tworzący w języku esperanto (ur. 1930)
- 2019:
  - Dario Antoniozzi, włoski prawnik, polityk, minister, eurodeputowany (ur. 1923)
  - Ari Behn, norweski prozaik, dramaturg (ur. 1972)
  - Táňa Fischerová, czeska aktorka, pisarka, polityk (ur. 1947)
  - Mieczysław Józefczyk, polski duchowny katolicki, teolog, socjolog religii, historyk (ur. 1928)
  - Peter Schreier, niemiecki śpiewak operowy (tenor liryczny), dyrygent (ur. 1935)
- 2020:
  - Michael Alig, amerykański przestępca, morderca (ur. 1966)
  - Iwan Bohdan, ukraiński zapaśnik (ur. 1928)
  - Maksim Cyhałka, białoruski piłkarz (ur. 1983)
  - Halina Danczowska, polska bibliotekarka, regionalistka i autorka książek (ur. 1947)
  - Reginald Foster, amerykański duchowny katolicki, karmelita bosy, językoznawca (ur. 1939)
  - Danny Hodge, amerykański zapaśnik (ur. 1932)
  - K.C. Jones, amerykański koszykarz, trener (ur. 1932)
  - Jaan Rääts, estoński kompozytor (ur. 1932)
  - Tony Rice, amerykański wokalista i gitarzysta jazzowy i folkowy (ur. 1951)
- 2021:
  - Issaka Daboré, nigerski bokser (ur. 1940)
  - Tadeusz Gerstenkorn, polski matematyk, wykładowca akademicki (ur. 1927)
  - Richard Marcinko, amerykański komandor porucznik pochodzenia słowackiego (ur. 1940)
  - Jerzy Morstin, polski zootechnik, wykładowca akademicki (ur. 1938)
  - Candy Palmater, kanadyjska komiczka, aktorka (ur. 1968)
  - Jonathan Spence, amerykański sinolog, historyk, wykładowca akademicki (ur. 1936)
  - Jean-Marc Vallée, kanadyjski aktor, reżyser, scenarzysta i producent filmowy (ur. 1963)
- 2022:
  - Chajjim Drukman, izraelski rabin, polityk (ur. 1932)
  - Bogusław Litwiniec, polski reżyser teatralny, działacz kulturalny, polityk, senator RP (ur. 1931)
  - Fabián O’Neill, urugwajski piłkarz (ur. 1973)
  - Henryk Szordykowski, polski lekkoatleta, średniodystansowiec (ur. 1944)
  - Janusz Woytoń, polski ginekolog położnik, wykładowca akademicki (ur. 1932)
- 2023 – Krzysztof Dąbrowski, polski dziennikarz, działacz sportowy  (ur. 1937)
- 2024:
  - Eric Hänni, szwajcarski judoka (ur. 1938)
  - Carlos Pedroso, kubański szpadzista (ur. 1967)
  - Stanisław Rogowski, polski prawnik, nauczyciel akademicki, polityk, poseł na Sejm RP, rzecznik ubezpieczonych (ur. 1946)